# Audi A4 B9
| Sonstige Messwerte                   | Sonstige Messwerte              |
| ------------------------------------ | ------------------------------- |
| Sterne im Euro-NCAP-Crashtest (2015) | 5 Sterne im Euro-NCAP-Crashtest |

Der Audi A4 B9 (interne Typbezeichnung 8W) ist die fünfte Baureihe des Mittelklassefahrzeugs Audi A4. Offiziell vorgestellt wurde der A4 B9 Ende Juni 2015 im Internet. Im September 2015 wurde das Fahrzeug auf der Internationalen Automobil-Ausstellung der Öffentlichkeit präsentiert und im selben Jahr mit dem Goldenen Lenkrad in der Klasse Mittelklassewagen ausgezeichnet.
Weil in der Audi-Modellpalette zwischenzeitlich gerade Ziffern für Elektroautos verwendet werden sollten, wird das Nachfolgemodell, das im Juli 2024 vorgestellt wurde, als Audi A5 B10 geführt.

## Modellgeschichte

### Allgemeines
Erstmals in der Geschichte des A4 sind die Stufenhecklimousine und Kombivariante (Avant) gleichzeitig erschienen. Die ersten Fahrzeuge lieferte Audi im Oktober 2015 aus.
Der B9 basiert auf dem weiterentwickelten modularen Längsbaukasten (MLB-Plattform) „MLB Evo“ des Volkswagen-Konzerns, auf der auch die im Juni 2015 erschienene zweite Generation des Audi Q7 basiert.
Die B9-Baureihe wird an zwei Produktionsstandorten gefertigt. Während die Limousine, der Avant und die S-Modelle im Audi-Werk Ingolstadt vom Band rollen, wird in Neckarsulm nur die Limousine gebaut. In der FIN hat der Audi A4 B9 den Baureihencode F4.

### Design
Die Karosserie der fünften A4-Generation erhielt im Bereich Frontstoßstange einen niedriger und breiter gestalteten Singleframe-Kühlergrill. Die Seitenlinie beginnt mit der Motorhaube, die sich bis zur äußeren Kante der Kotflügel erstreckt. Von der Seite ähnelt der B9, bis auf die auf der Türbrüstung montierten Außenspiegel, dem Vorgänger. Das Heck schließt mit schmalen Rückleuchten ab, in dessen unteren äußeren Bereich der Heckstoßstange separate Reflektoren montiert sind.
Die größte optische Überarbeitung erhielt der Innenraum, der sich dabei an der seit Juni 2015 erhältlichen zweiten Generation des Audi Q7 orientiert. Auf dem Armaturenbrett befindet sich je nach Ausstattung ein frei stehender und fest montierter 7- oder 8,3-Zoll-Farbbildschirm mit einer Auflösung von 800 × 480 bzw. 1.024 × 480 Pixel, der zur Darstellung der Navigations- und Infotainmentdaten dient. Die Bedienelemente auf dem Armaturenbrett sind horizontal angeordnet. So befindet sich die Bedieneinheit für die Klimatisierung direkt unter den Belüftungsdüsen. Unterhalb der Klimasteuerung kann über eine zusätzliche Schalterreihe auf die wichtigsten Fahrzeugfunktionen zugegriffen werden.
Als Bedienschnittstelle kommt die neueste MMI-Generation zum Einsatz, bei der die Bedienung durch den Entfall einiger Tasten, überarbeiteter Menüführung und acht frei belegbarer Schnellwahltasten erleichtert werden soll. Abhängig von der Ausstattung verfügt der Dreh-/Drücksteller zusätzlich über eine Joystick- und Touchpad-Funktion. Die Position des MMI-Terminals ist dabei von der Getriebevariante abhängig. Während sich die MMI-Steuereinheit bei Fahrzeugen mit Automatikgetriebe vor dem Gangwahlhebel befindet, ist sie beim manuellen Getriebe hinter dem Schalthebel positioniert.

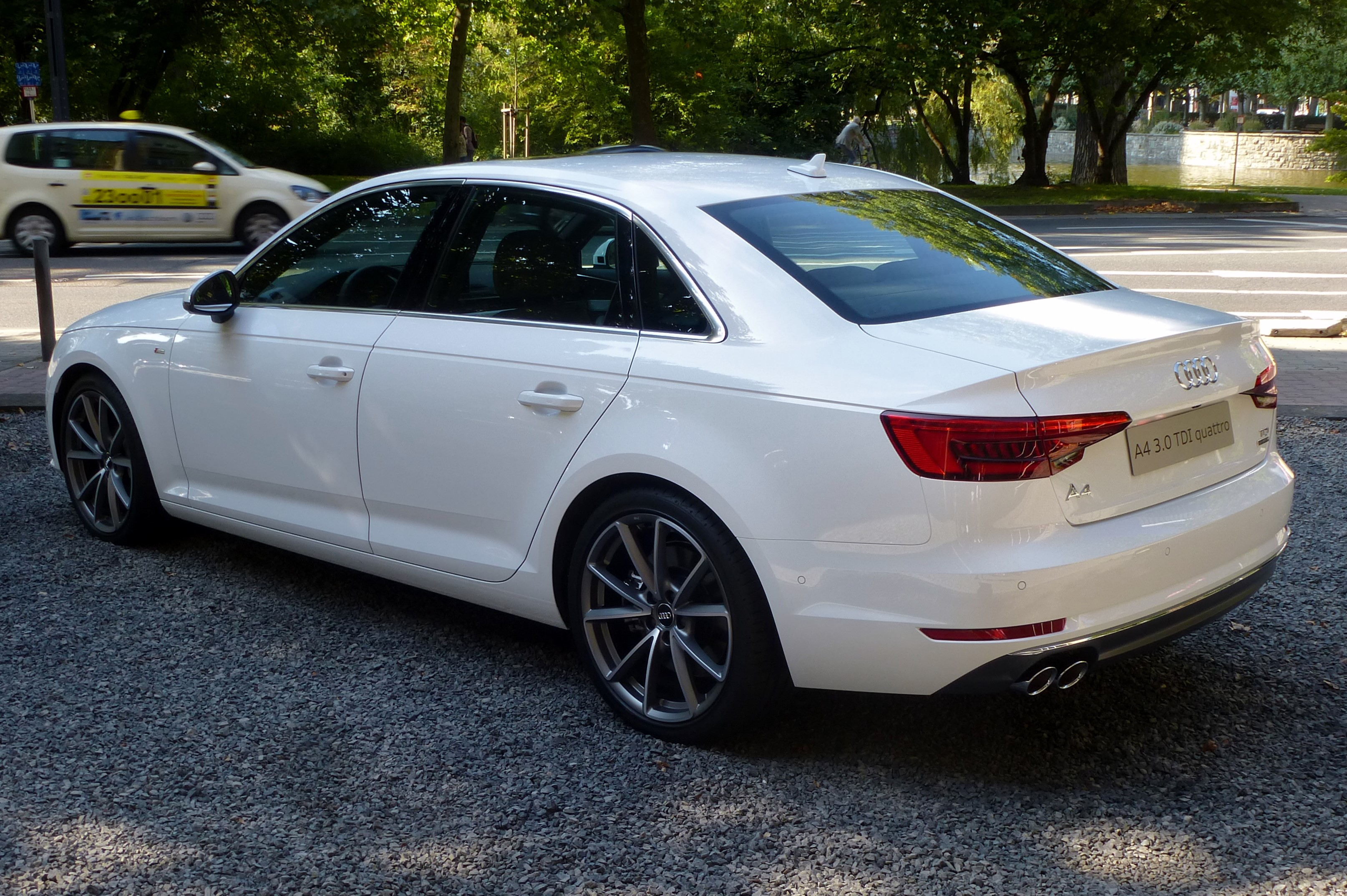
Heckansicht
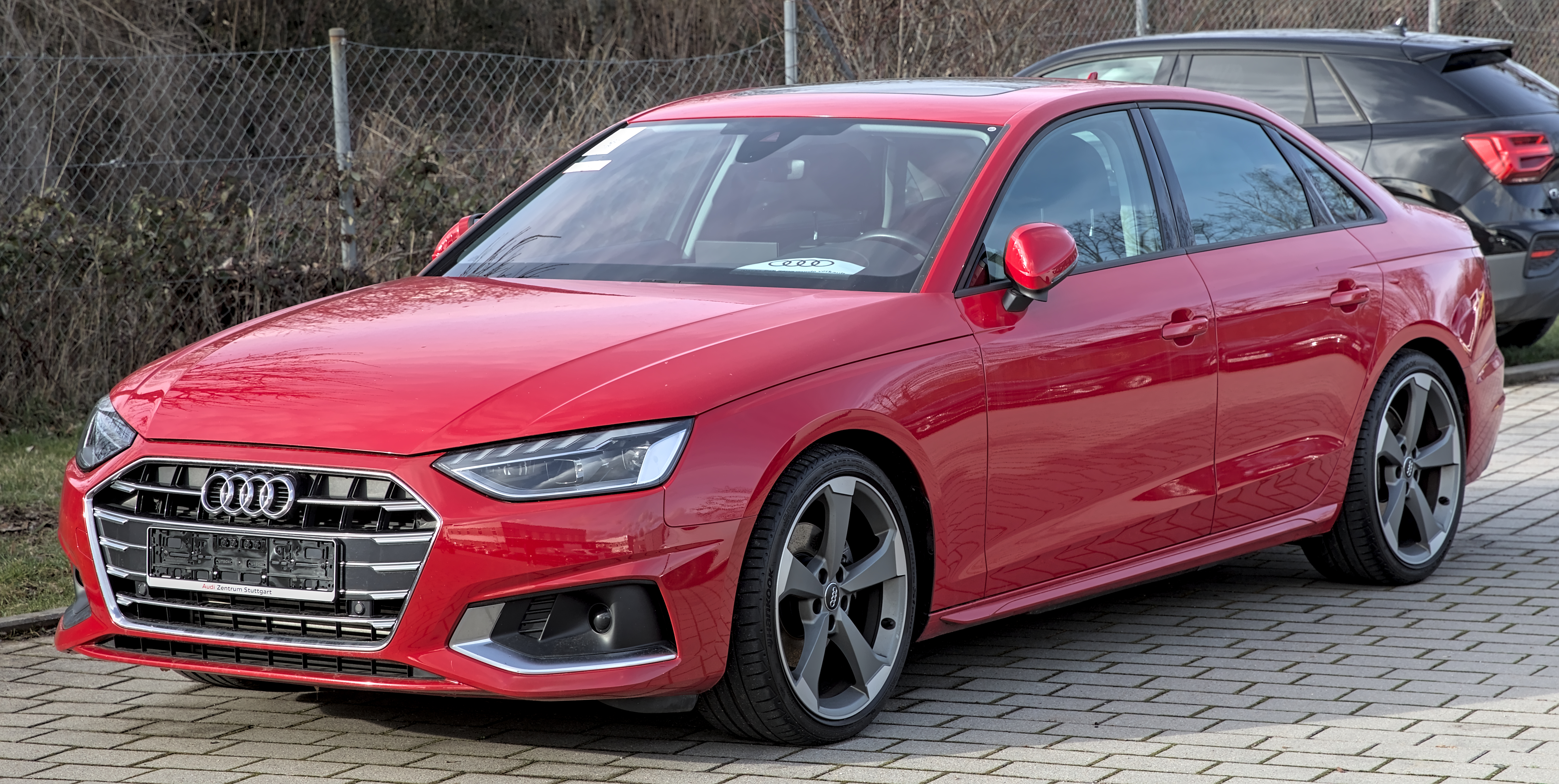
Audi A4 (2019–2024)
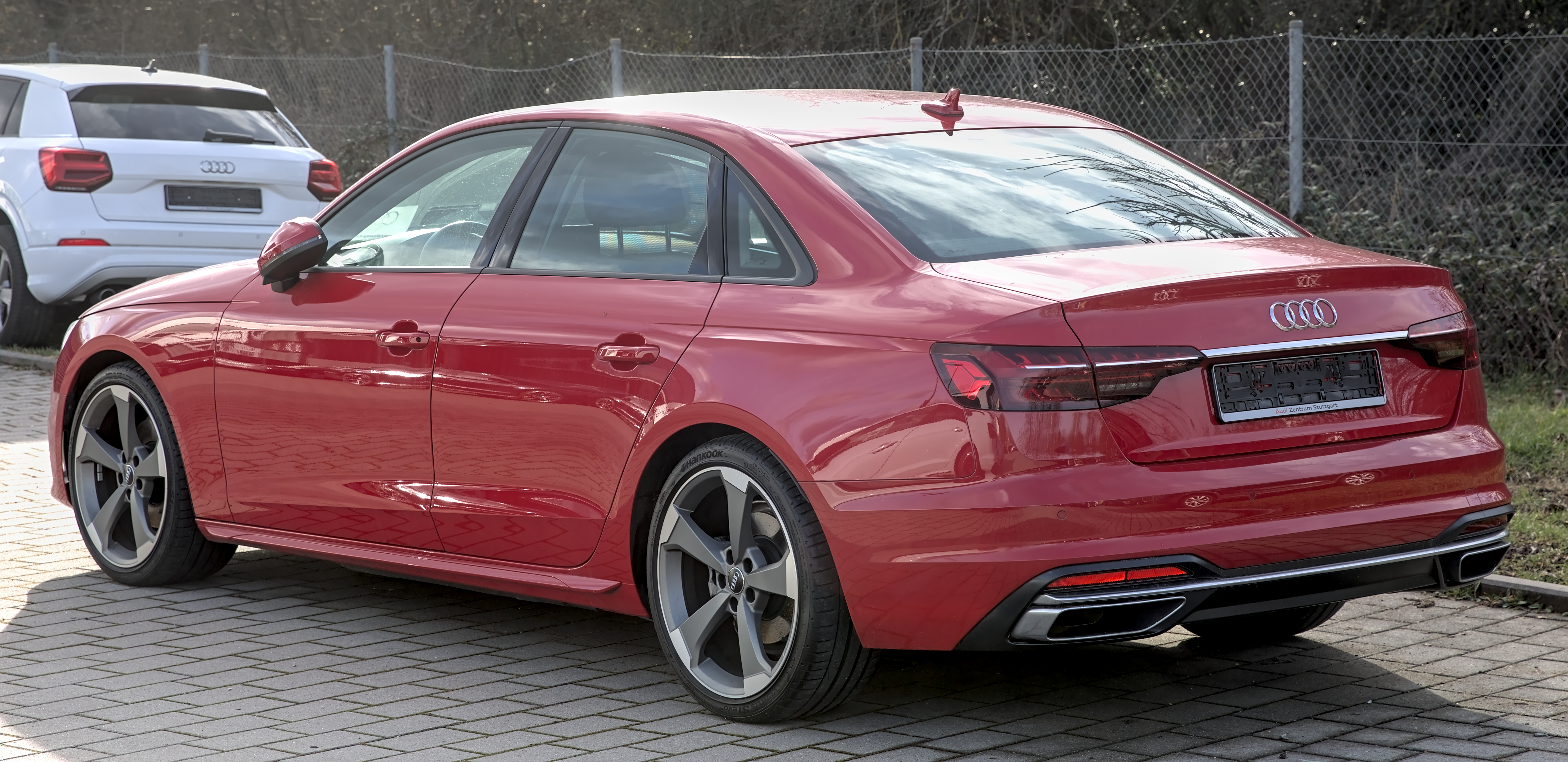
Heckansicht
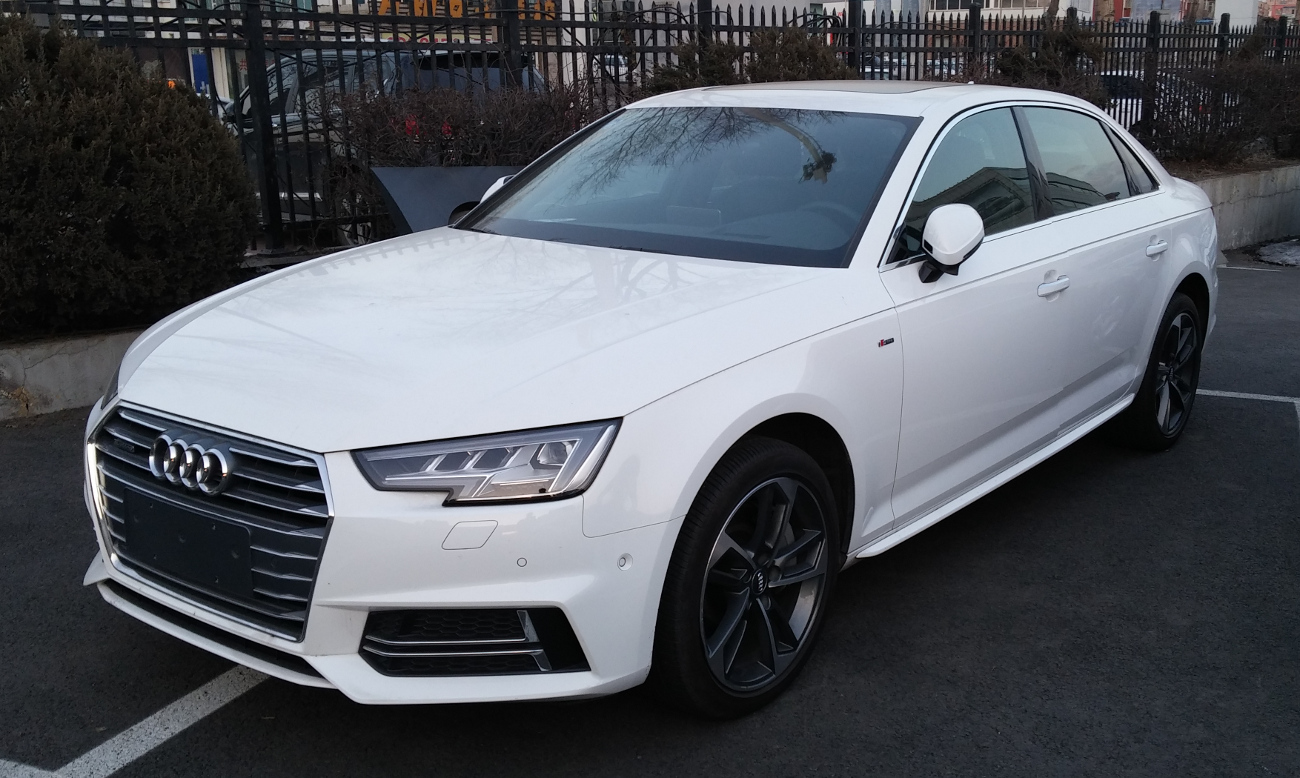
Audi A4L (2016–2024)
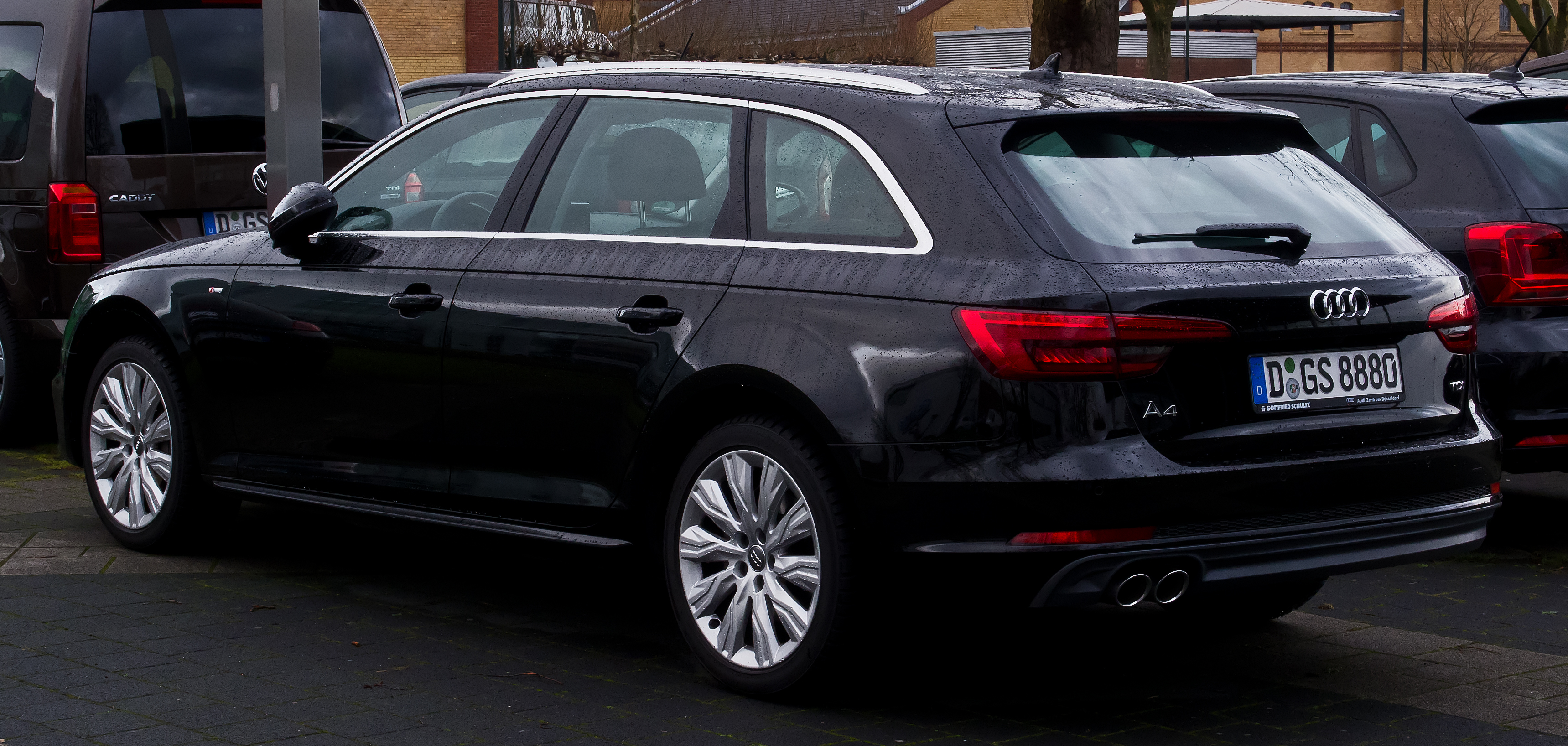
Audi A4 Avant 3.0 TDI (2015–2019)
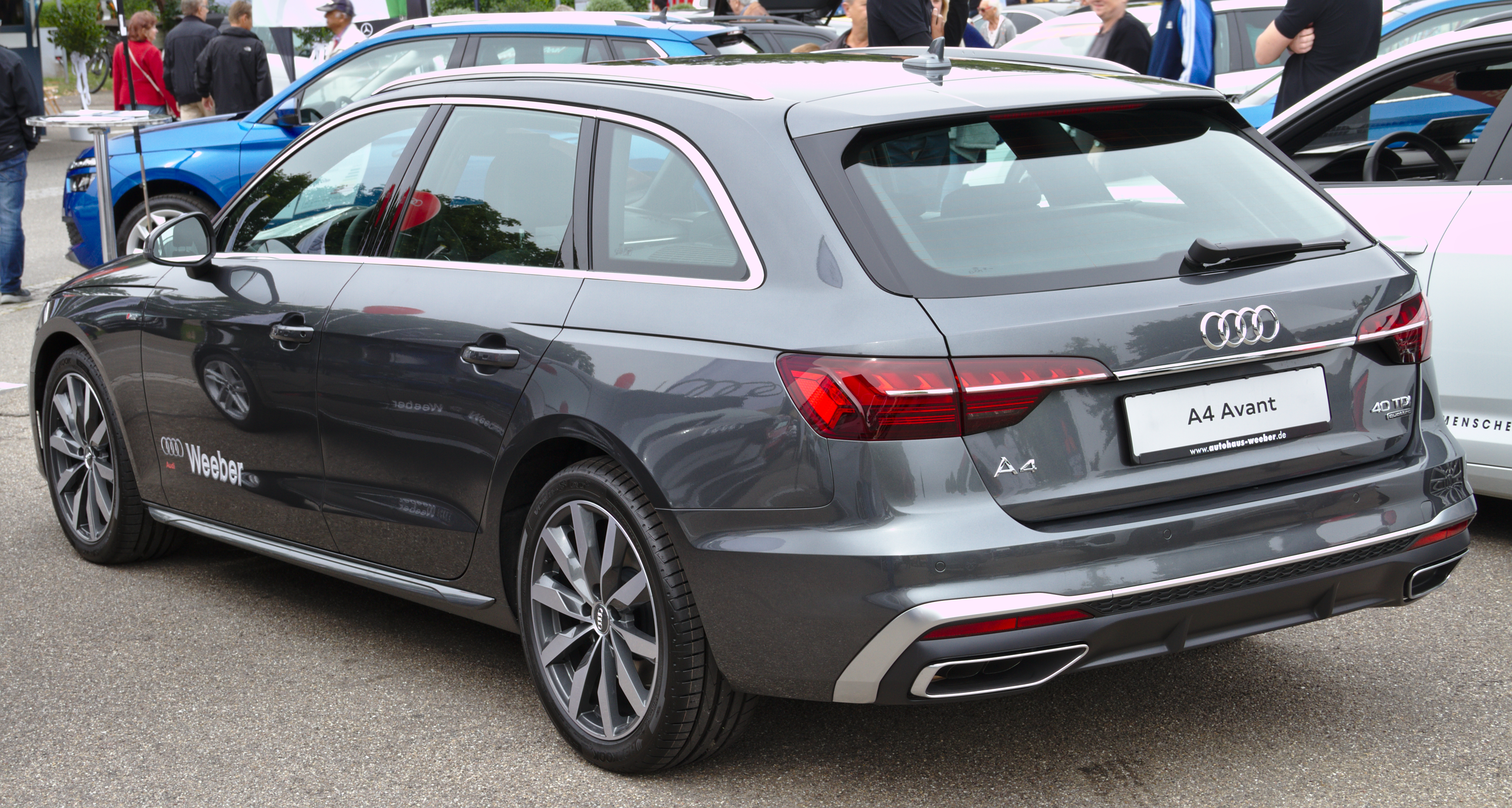
Audi A4 Avant 40 TDI quattro (2019–2024)
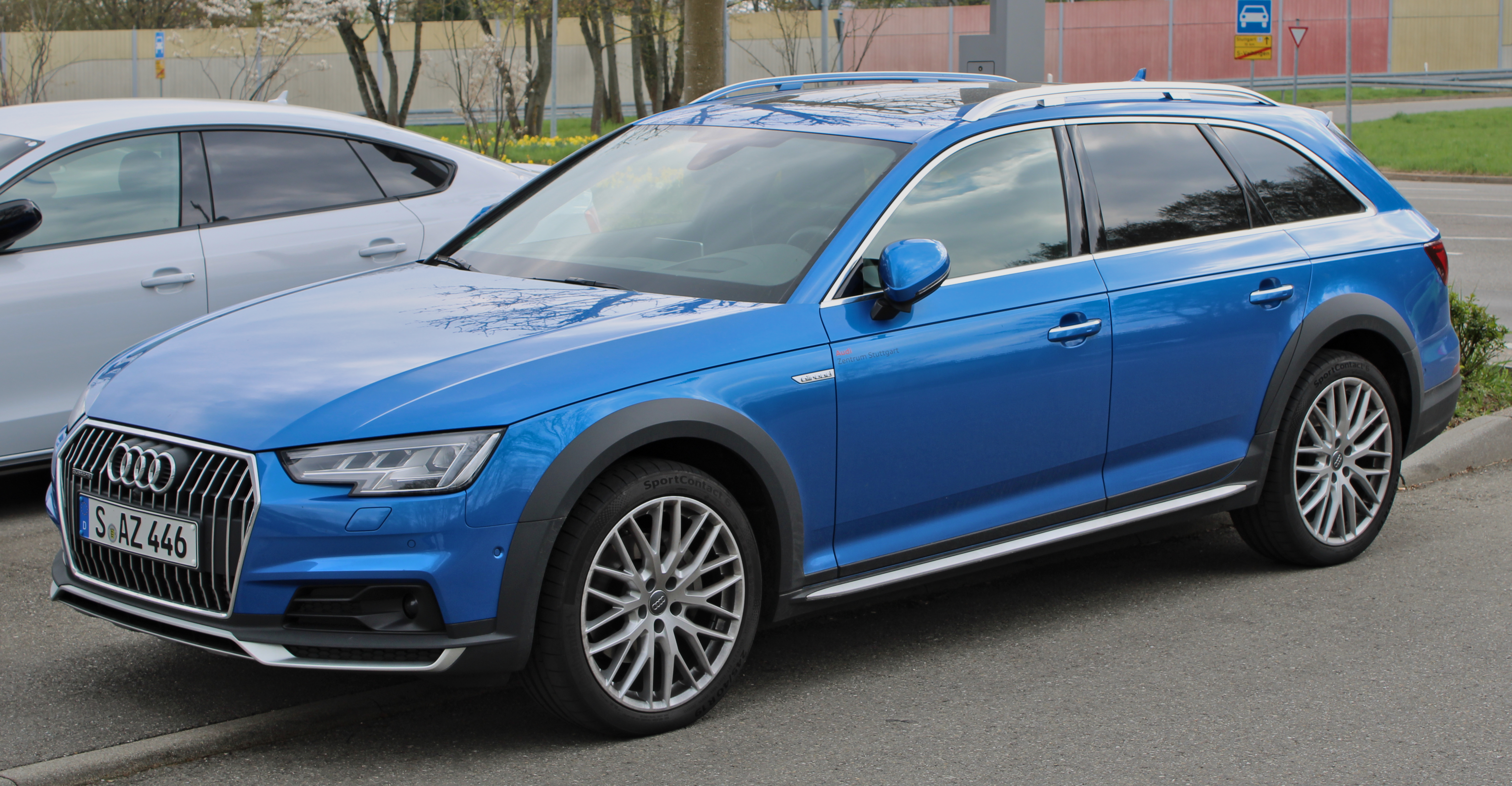
Audi A4 allroad quattro (2016–2019)
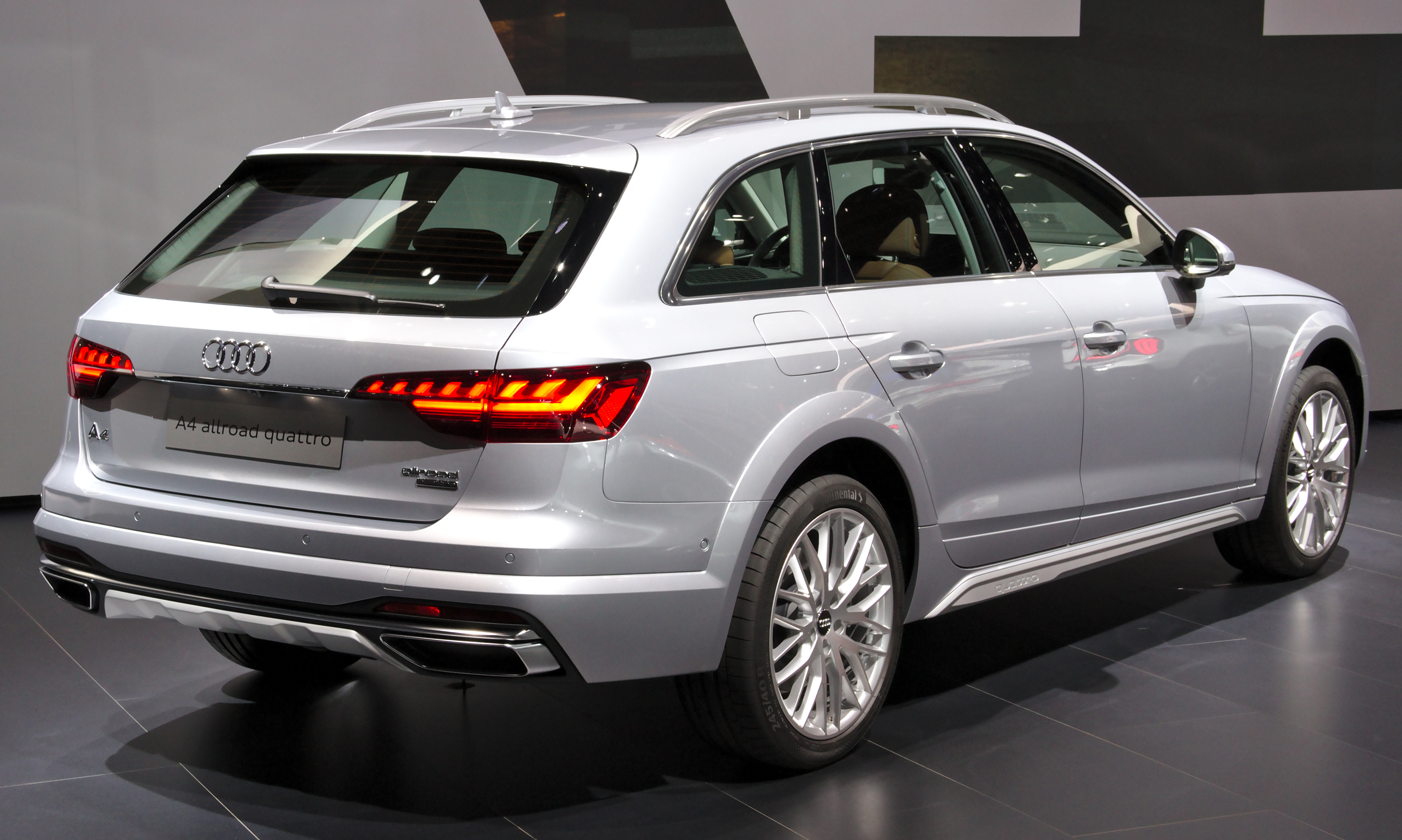
Audi A4 allroad quattro (2019–2024)
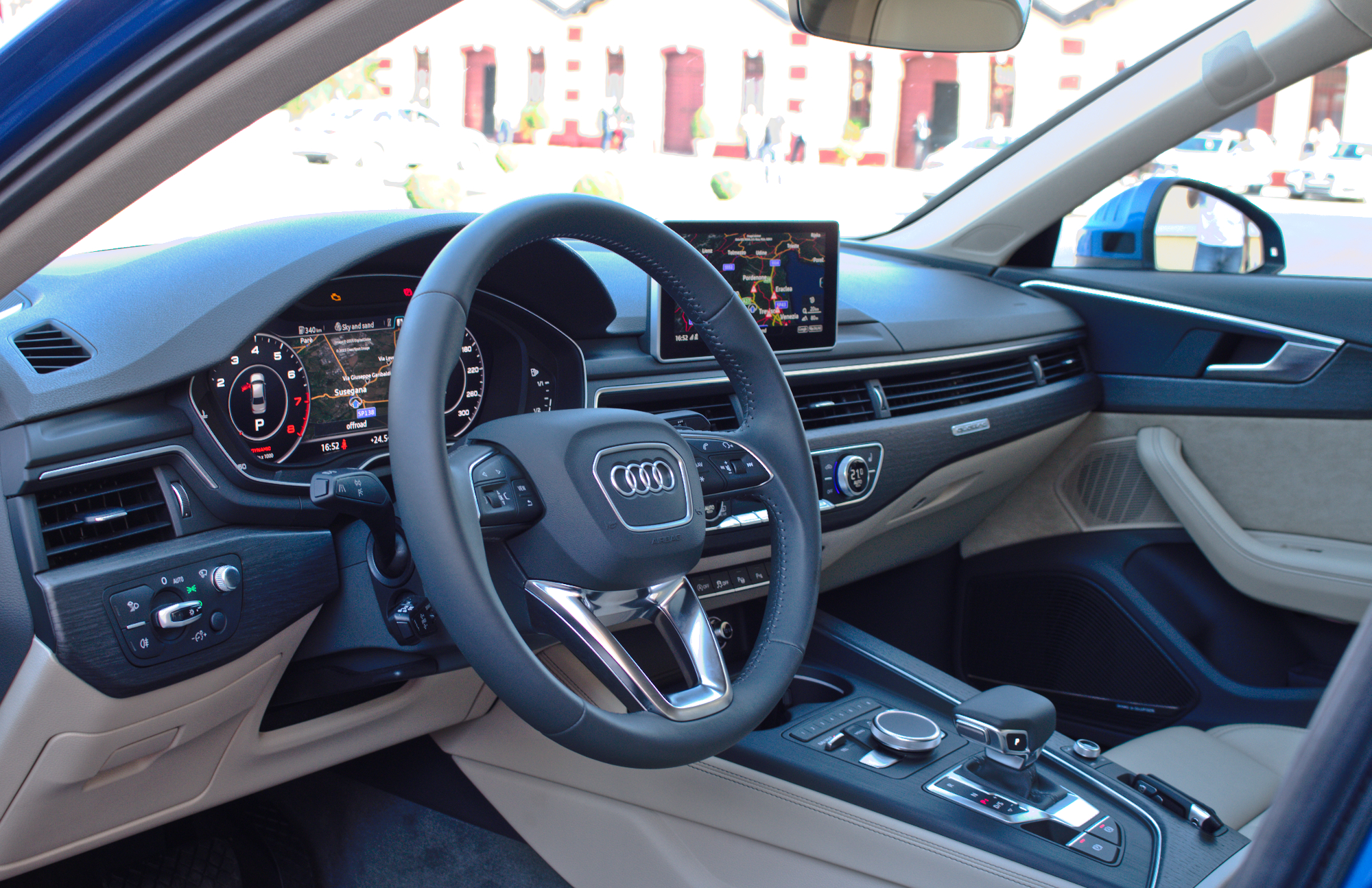
Innenraum (2015–2019)
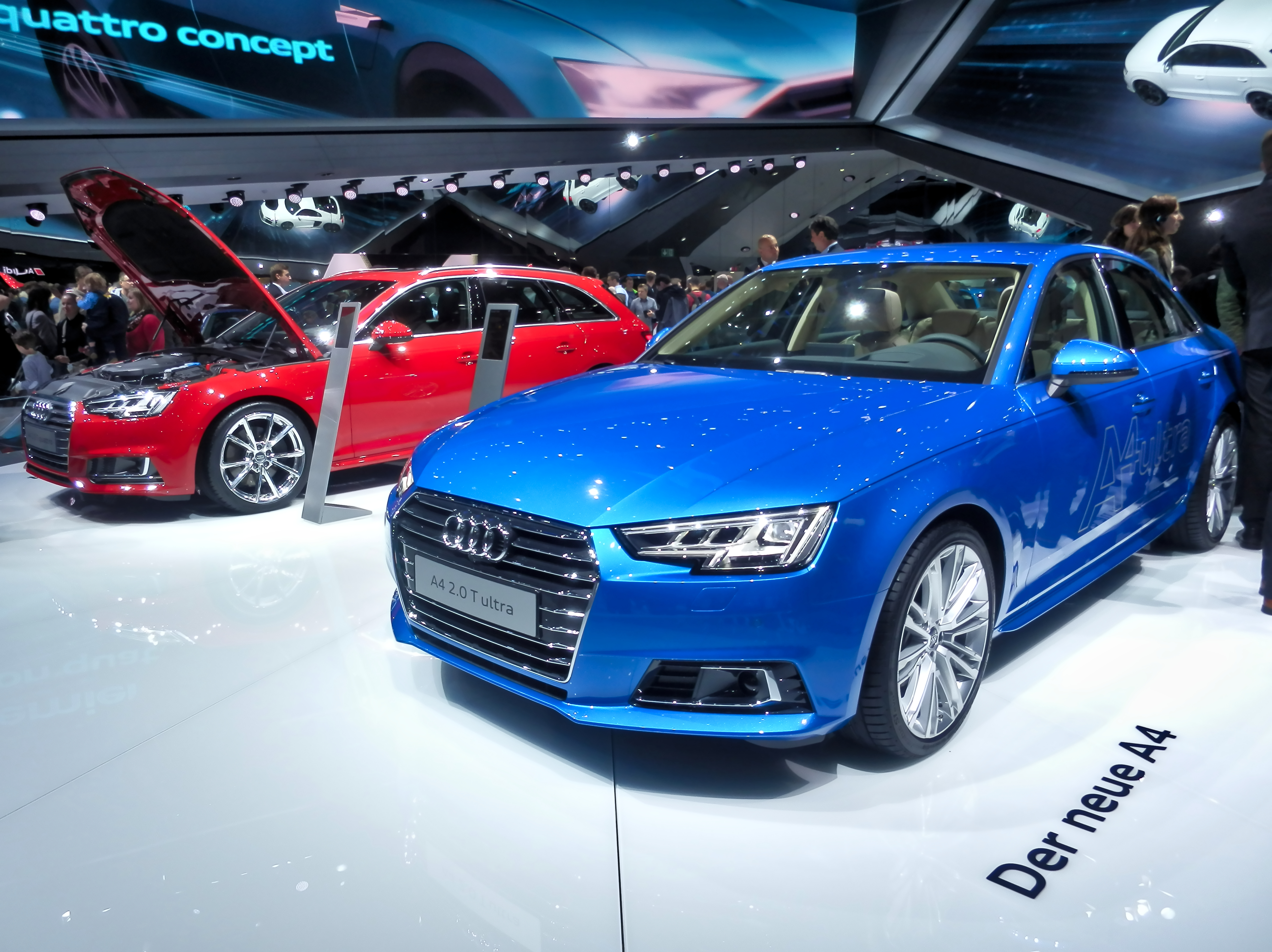
A4 Limousine und Avant bei der Premiere auf der IAA 2015
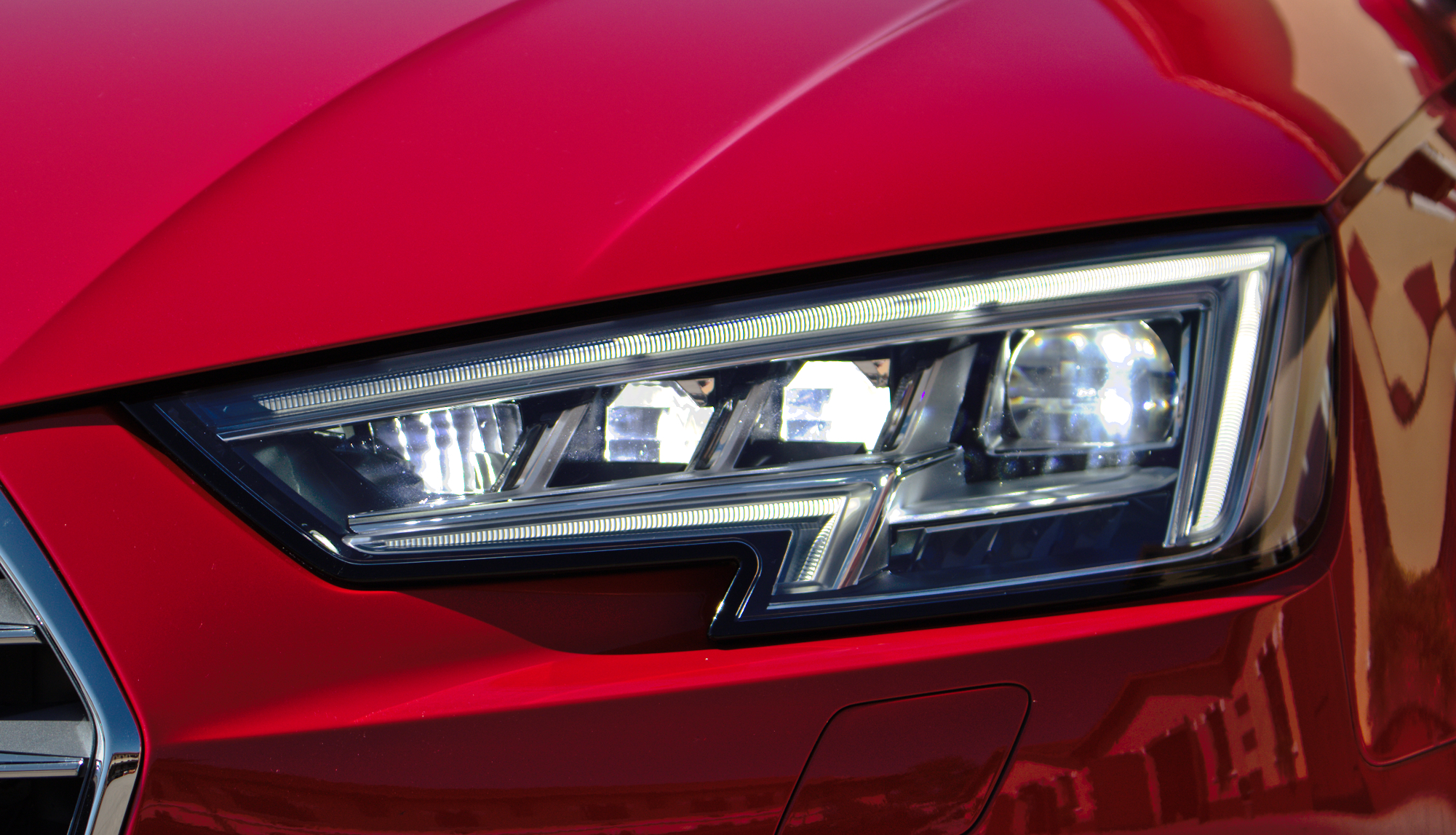
Frontscheinwerfer mit Matrix-LED-Technik und Tagfahrlicht
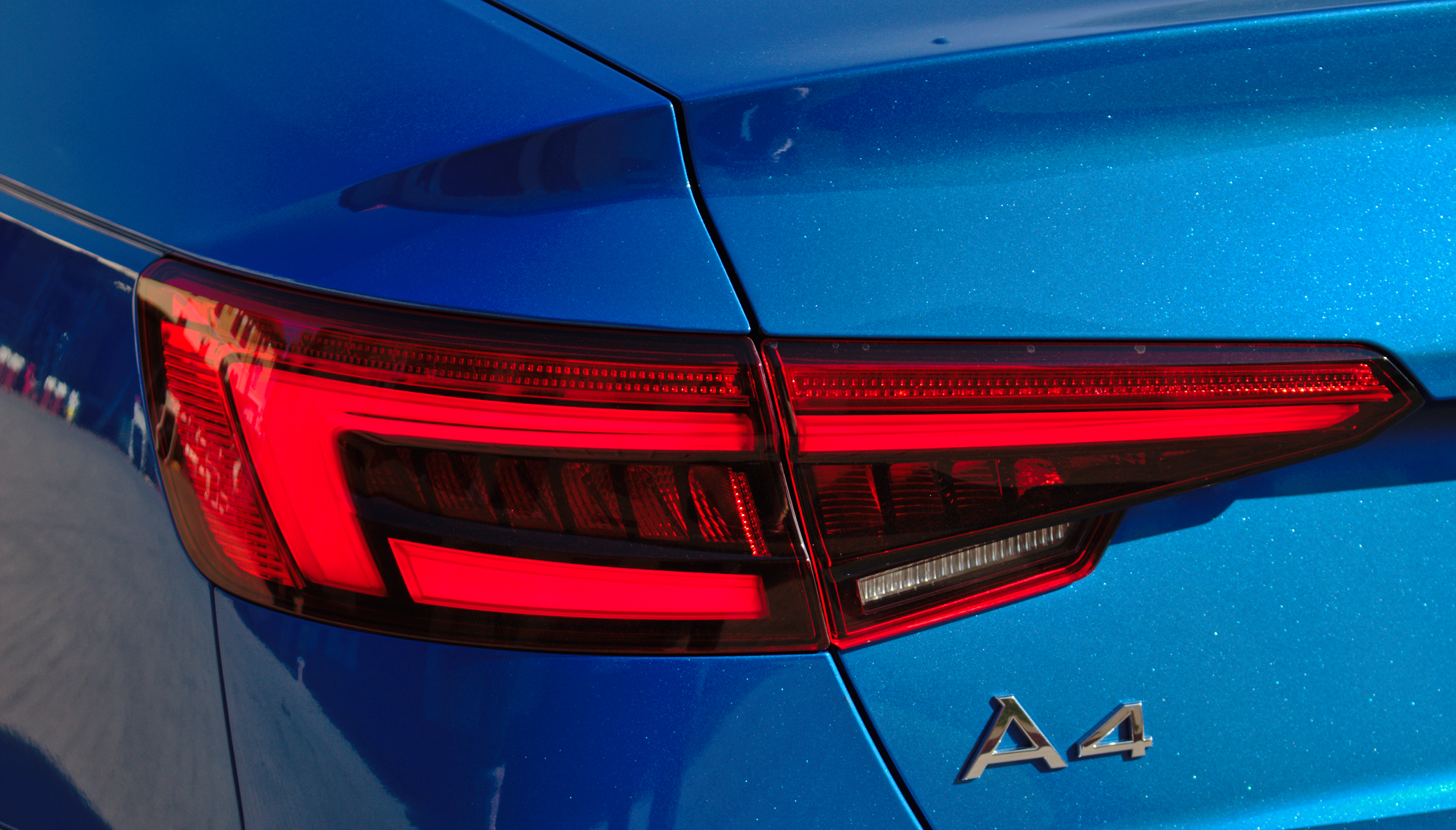
Rückleuchte mit LED-Signatur

### Ausstattung

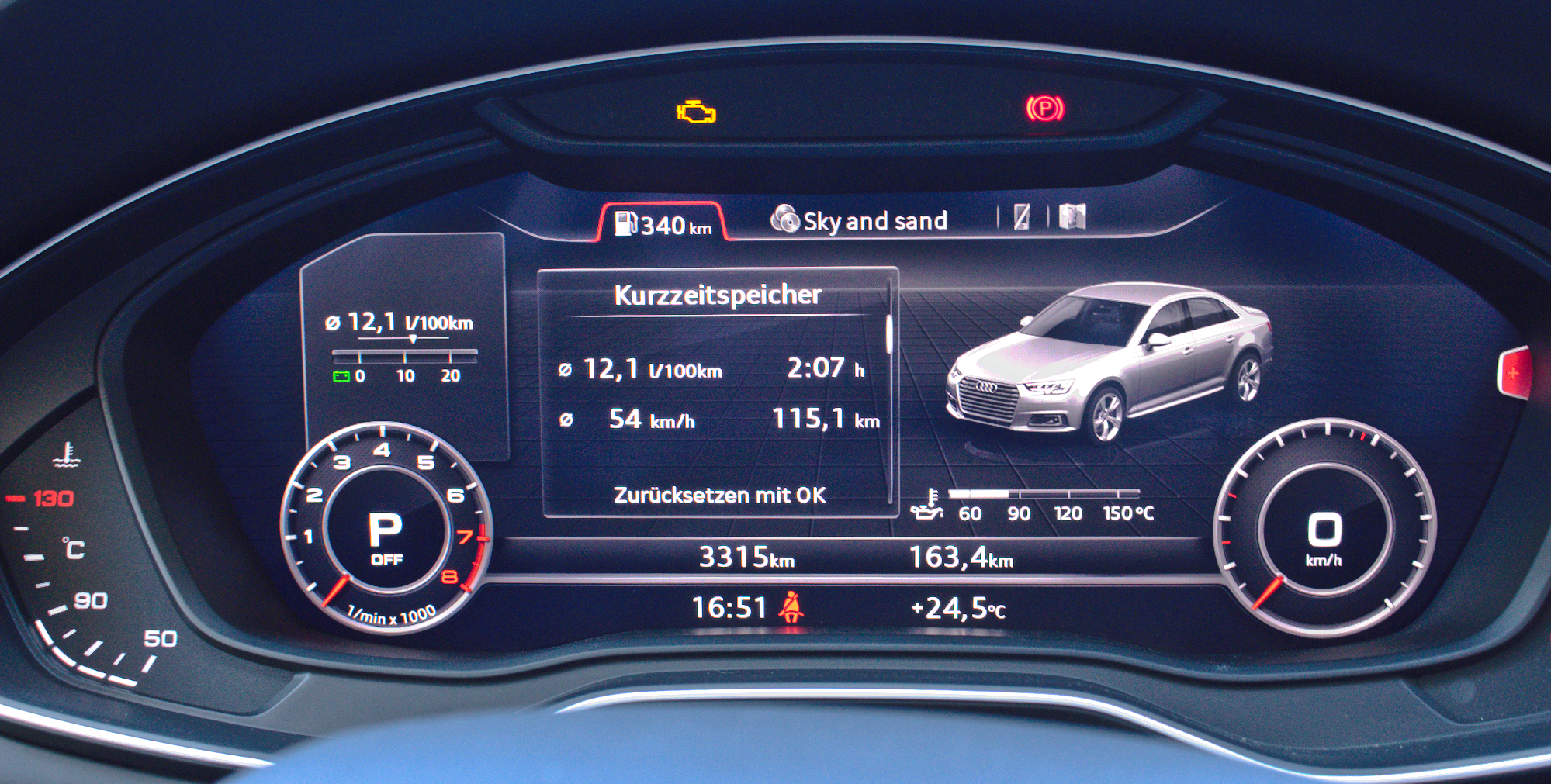
Virtual cockpit

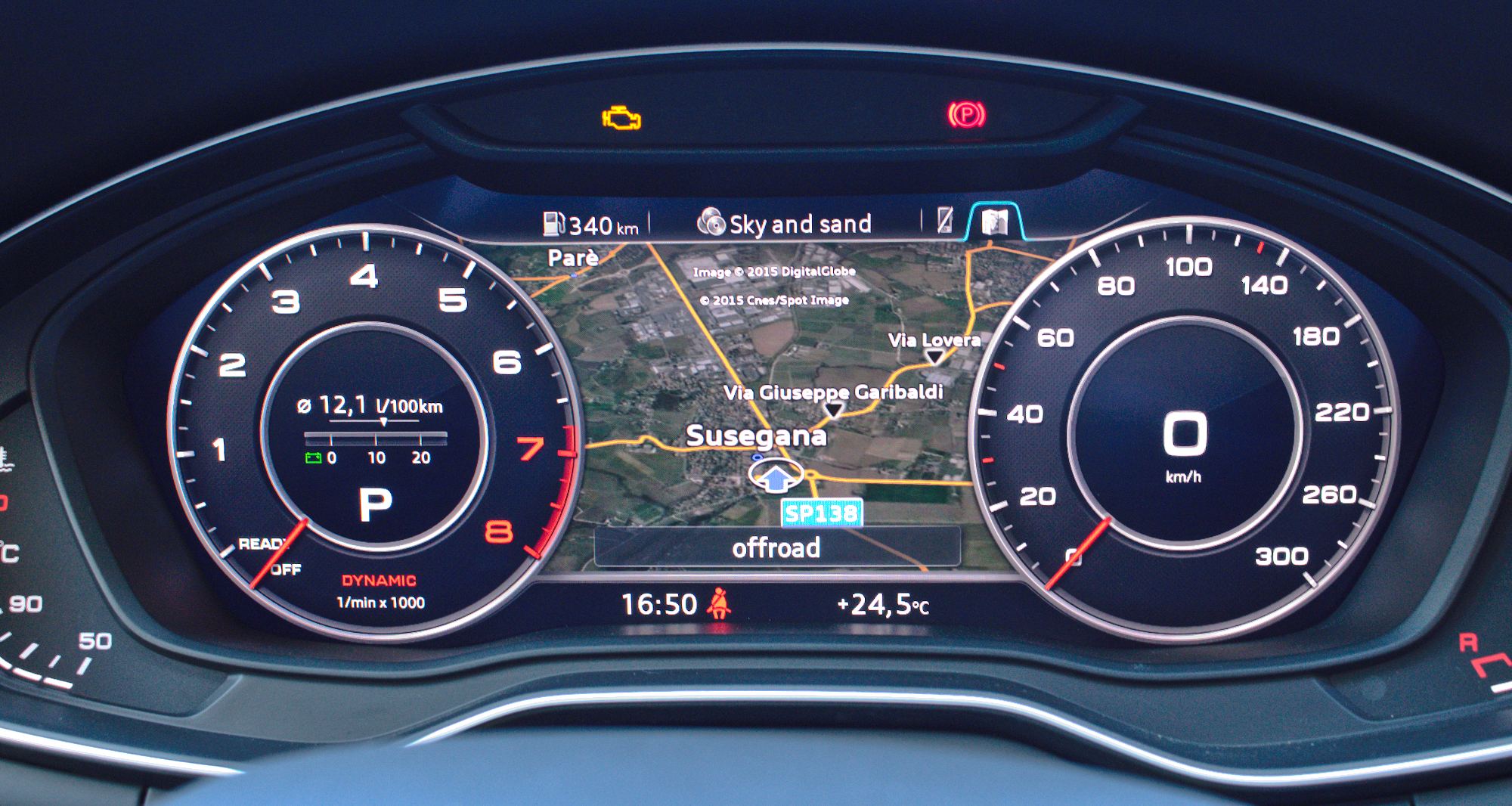
Virtual cockpit mit Kartenansicht

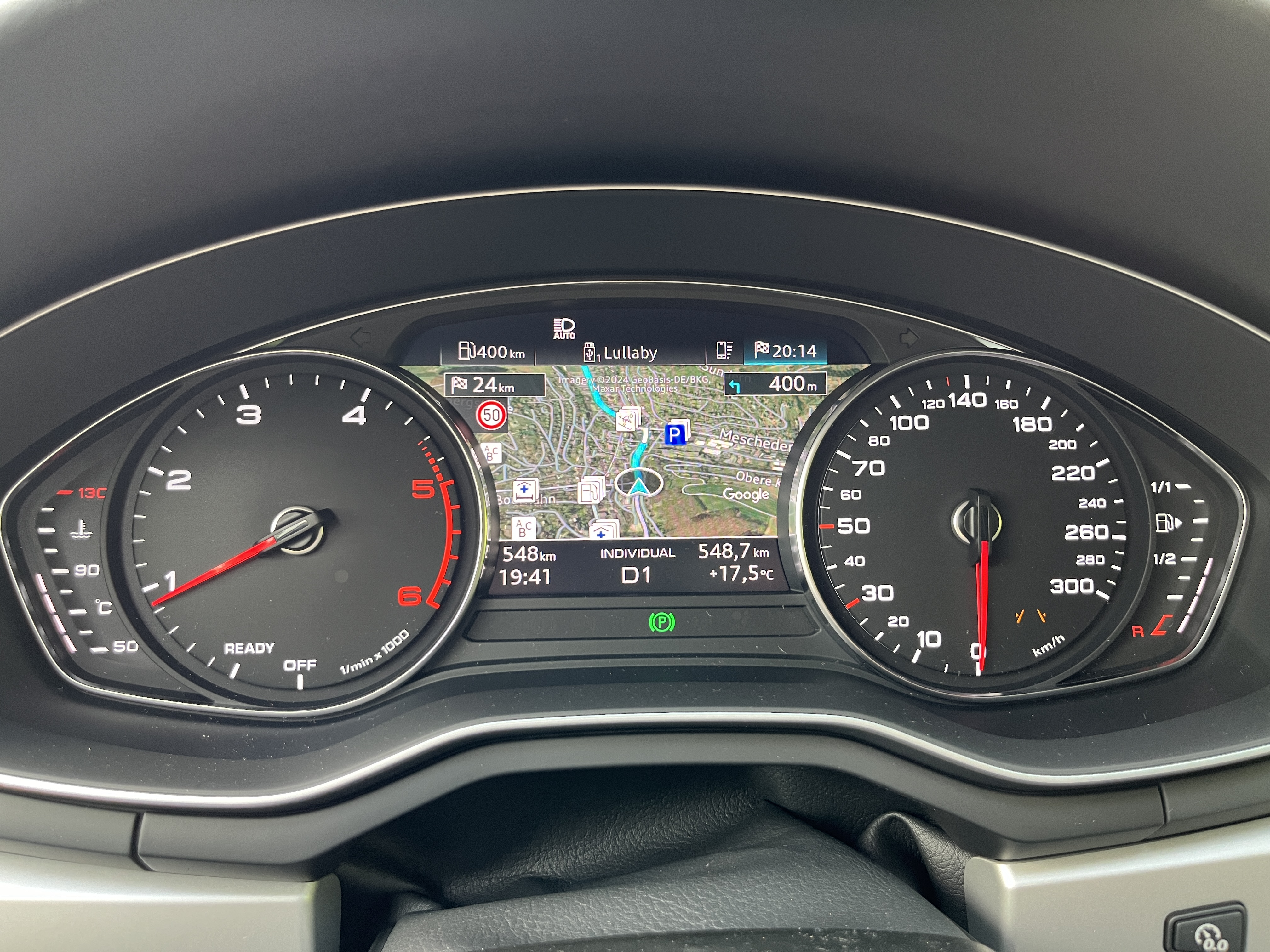
Kartenansicht mit analogen Instrumenten

Mit der Einführung des Audi A4 B9 werden drei neue Grundausstattungslinien angeboten:
- A4: Die Grundausstattung beinhaltet 16-Zoll-Aluminiumfelgen und ein Multifunktionslenkrad.
- A4 sport: Die sportlich orientierte Ausstattungslinie umfasst ein Multifunktionslederlenkrad, 17-Zoll-Aluminiumfelgen, Sportsitze und das Glanzpaket.
- A4 design: Die gehobenere Linie umfasst ein Multifunktionslederlenkrad, 17-Zoll-Aluminiumfelgen, Mittelkonsole mit Kunstlederbezug und das Licht- und Glanzpaket.

Zusätzlich sind bei den Ausstattungslinien A4 sport und A4 design die Querstreben der Lufteinlässe und des Kühlergrills sowie der Heckdiffusoreinsatz in Chromoptik ausgeführt. Bei allen Modellen ist Keyless Start und ein Geschwindigkeitsbegrenzer, der das Fahrzeug bei der eingestellten Maximalgeschwindigkeit limitiert, serienmäßig.
Ebenfalls sind alle Fahrzeuge mit Xenonlicht und LED-Tagfahrlicht ausgestattet, Halogenscheinwerfer werden nicht mehr angeboten. Optional stehen LED- oder Matrix-LED-Scheinwerfer zur Auswahl. Letztere ermöglichen durch eine variable Lichtverteilung ein blendfreies Fernlicht. Zusätzlich sind die Rückleuchten bei den LED-Scheinwerfern ebenfalls in LED-Technik ausgeführt. Die Fahrdynamikregelung Audi drive select, mit welchem sich Gaspedalkennlinie, Automatikgetriebeabstimmung und Servounterstützung der Lenkung ändern lassen, ist bei Fahrzeugen ab 140 kW Leistung (190 PS) serienmäßig. Als Zusatzausstattung wird auch ein adaptives Fahrwerk mit elektronischer Dämpferregelung angeboten.
Im Innenraum ist optional das aus anderen Audi-Modellen bekannte virtual cockpit erhältlich. Dabei wird das analoge Kombiinstrument auf der Fahrerseite durch ein 12,3 Zoll großes LCD-Bildschirm mit einer Auflösung von 1440 × 540 Pixel ersetzt, welches neben Motordrehzahl und Geschwindigkeit auch andere Fahrzeugparameter, Medien- und Navigationsinformationen anzeigt. Als Sonderausstattung kann erstmals im A4 auch die Farbe der LED-Innenbeleuchtung geändert werden.
Für den Zugriff auf Online-Dienste via Bluetooth-Kopplung zu einem internetfähigen Mobiltelefon oder Verwenden einer separaten SIM-Karte, steht der aus dem Vorgänger bekannte Dienst Audi Connect zur Verfügung. Neu ist das Audi Smartphone Interface, welches mittels Apple CarPlay und Google Android Auto über den USB-Anschluss Smartphone-Dienste im Infotainmentsystem bereitstellt. Zur Aufwertung des Infotainmentssystems wird zusätzlich ein 3D-Soundsystem mit 755 Watt Gesamtleistung von Bang & Olufsen angeboten. Bis zum Entfall mit Modelljahr 2018, welches Mitte 2017 eingeführt wurde, konnte auch ein Entertainmentsystem für die Montage von Tabletcomputern an der Rückenlehne der Vordersitze bestellt werden. Für dieses Rear Seat Entertainment bot Audi ebenfalls ein eigenes 10,1-Zoll-Tablet mit Android-Betriebssystem an, welches sich mit dem Fahrzeug verbinden konnte, um auf Funktionen des Infotainmentsystems zugreifen zu können.
Deutlich überarbeitet wurden im Vergleich zum Vorgänger die Sicherheits-, Komfort- und Fahrerassistenzsysteme. So ist der Notbremsassistent Pre Sense City serienmäßig im B9. Das kameragestützte System kann bei Geschwindigkeiten bis 40 km/h und drohender Kollision eine autonome Vollbremsung durchführen. Eine Bremswarnung und ein aufprallreduzierender Bremseingriff erfolgt bis 85 km/h. Durch die Ergänzung zusätzlicher Assistenzsysteme kann der Regel- und Funktionsbereich des Pre-Sense-Systems erweitert werden.
Der neue Abstandsregeltempomat (Adaptive cruise control) arbeitet nun bei Modellen mit Automatikgetriebe von 0 bis 250 km/h (bei Schaltgetriebe wie bisher ab 30 km/h). Bei Automatikgetrieben kann das System mit Hilfe der Stopp-Start-Funktion das Fahrzeug selbständig zum Stillstand bringen und wieder anfahren. Ebenso übernimmt der „Stauassistent“ des Systems bei zähflüssigem Verkehr selbstständig das Lenken, Abbremsen und Beschleunigen des Fahrzeugs. Mit Hilfe der Navigationsdaten und Verkehrszeichenerkennung wird ein „prädiktiver Effizienzassistent“ angeboten, durch welchen der Kraftstoffverbrauch laut Audi auf Landstraßen um bis zu zehn Prozent gesenkt werden kann. Weitere neue Funktionen wie Ausweich-, Abbiege-, Querverkehrassistent und Ausstiegswarnung werden durch den Spurwechselassistent (side assist) bzw. Spurhalteassistent (active lane assist) bereitgestellt. Erstmals in der A4-Geschichte sind auch ein Head-up-Display, eine Verkehrszeichenerkennung und ein selbstlenkender Einparkassistent erhältlich.

### Technik
Durch den erhöhten Einsatz von warmumgeformten Stahlteilen und Aluminiumbauteilen konnte nach Herstellerangaben das Gewicht beim Avant um bis zu 120 Kilogramm im Vergleich zum Vorgänger reduziert werden. Zudem wurde die Fünflenkervorderachse weiterentwickelt und ihr Gewicht um sechs Kilogramm verringert. Anstelle einer Trapezlenkerhinterachse kommt beim B9 eine fünf Kilogramm leichtere Fünflenkerhinterachse zum Einsatz. Die elektromechanische Lenkung ist eine Neuentwicklung und wiegt im Vergleich zum Vorgänger 3,5 Kilogramm weniger. Der Strömungswiderstandskoeffizient (cw) der Karosserie beträgt 0,23 (Limousine) bzw. 0,26 (Avant).
Bei den Ottomotoren wird im A4 erstmals ein 1,4-Liter-Turbomotor angeboten. Das Vierzylinderaggregat mit Benzindirekteinspritzung leistet 110 kW (150 PS) und soll bis zu 21 Prozent weniger Kraftstoff verbrauchen als der 1,8-Liter-Turbomotor mit 125 kW (170 PS) im Vorgängermodell. Im Gegensatz zum 2,0-Liter-Ottomotor besitzt dieser wieder einen Zahnriemen, der nach Herstellerangaben jedoch wartungsfrei sein soll. Der 2,0-Liter-Turbomotor leistet im B9 140 kW (190 PS) und 185 kW (252 PS). Im Vergleich zum Vorgänger wurde das Verdichtungsverhältnis von 9,7 auf 11,7 : 1 erhöht, um den Kraftstoffverbrauch weiter zu senken. Eine für Erdgasbetrieb (CNG) ausgelegte Variante des 2,0-Liter-Motors mit 125 kW (170 PS) erschien mit dem A4 Avant g-tron im August 2017. Die Reichweite der Erdgas-Variante soll nach Herstellerangaben bei 500 km im Gasbetrieb liegen, der 25-Liter-Benzintank soll weitere 450 km ermöglichen.
Der 2,0-Liter-Vierzylinder-Dieselmotor leistet 110 kW (150 PS) und 140 kW (190 PS). Wie bereits im Vorgänger erfüllt dieses Modell mittels SCR-Katalysator und AdBlue-Additiv die Euro-6-Abgasnorm. Der AdBlue-Tank fasst 12 Liter (Vorgänger 20,5 l). Gegen Aufpreis ist auch ein 24-Liter-Tank erhältlich. 2016 erschien eine weitere 2,0-Liter-TDI-Variante mit 90 kW (122 PS). Der überarbeitete 3,0-Liter-V6-Dieselmotor wurde zunächst mit 200 kW (272 PS) und Allradantrieb (quattro) angeboten. Eine weitere Leistungsstufe mit 160 kW (218 PS) und Frontantrieb erschien zum Marktstart im Oktober 2015, welche später durch eine quattro-Variante ergänzt wurde. Neben einem NOX-Speicherkatalysator und SCR-Dieselpartikelfilter verfügen die V6-Dieselmotoren über einen elektrisch verstellbaren Turbolader.
Mit Einführung dieser A4-Generation entfällt das bisherige stufenlose Automatikgetriebe Multitronic. Zur Markteinführung sind nahezu alle Motorisierungen, mit Ausnahme des 200-kW-V6-Diesels, mit dem siebenstufigen Doppelkupplungsgetriebe S tronic erhältlich. Daneben wird auch ein Sechsgang-Schaltgetriebe angeboten, dessen 16 Kilogramm leichteres Gehäuse aus Magnesium besteht. Der V6-TDI mit 200 kW (272 PS) ist serienmäßig mit einer neu entwickelten Acht-Stufen-Wandlerautomatik tiptronic ausgestattet.
Im Vergleich zum Vorgänger sank das Fassungsvermögen des Kraftstofftanks bei den Vierzylinder-Dieselmotoren mit Frontantrieb auf 40 Liter (ca. 20 Liter weniger). Gegen Aufpreis wird für diese Motorisierungen ein 54-Liter-Tank angeboten, welcher bei den frontgetriebenen Ottomotoren und dem V6-TDI mit 160 kW (218 PS) serienmäßig ist. Der Tank bei Fahrzeugen mit Allradantrieb fasst dagegen 58 Liter. Während das Gesamtfassungsvermögen der vier einzelnen Kohlenstofffaser-Erdgastanks im Audi A4 Avant g-tron 19 kg beträgt, ist für den Benzinbetrieb ein 25-Liter-Tank verbaut.
Mit Ausnahme des 2.0 TFSI mit 185 kW (252 PS) und der Erdgas-Variante sind alle Vierzylindermotoren mit Frontantrieb auch als „ultra“-Modelle erhältlich. Diese sollen durch eine strömungsoptimierte Karosserie, geänderte Getriebeabstimmung, rollwiderstandsoptimierte Bereifung und abgeregelte Höchstgeschwindigkeit weniger Kraftstoff verbrauchen als die Motoren mit gleicher Leistung.
Für Modelle mit 2.0 TFSI (185 kW/252 PS) und 2.0 TDI (110/140 kW bzw. 150/190 PS mit 6-Gang-Schaltgetriebe) ist seit Anfang 2017 das neue Allradantriebskonzept „quattro mit ultra-Technologie“ erhältlich, welches bereits seit 2016 im A4 allroad quattro eingesetzt wird. Im Gegensatz zum bisherigen permanenten Allradantrieb mit Torsen- oder Kronenraddifferenzial wird an der Hinterachse eine Klauen-Trennkupplung verbaut, welche den Hinterradantrieb abschaltet, indem sie die Kardanwelle vom Getriebe abkoppelt und diese stillsteht. Zum Zuschalten der hinteren Räder wird über eine elektronische Steuerung eine Lamellenkupplung geschlossen und die Klauenkupplung eingerückt, sobald die Kardanwelle die passende Drehzahl erreicht. Durch diese Maßnahmen soll eine Effizienzsteigerung und Kraftstoffersparnis erreicht werden.
Beim Euro-NCAP-Crashtest 2015 erhielt der A4 die Höchstbewertung von fünf Sternen. Im Detail erreichte das Fahrzeug 90 Prozent der Punkte beim Insassenschutz, 87 Prozent bei der Kindersicherheit und 75 Prozent beim Fußgängerschutz.

## Antrieb
Der Audi A4 ist serienmäßig mit Frontantrieb ausgestattet. Optional ist für verschiedene Motorisierungen das Allradsystem quattro erhältlich.

## Aufwertungen
Ende Juni 2018 wurde eine Aufwertung des Audi A4 vorgestellt, welche sich vor allem durch eine geänderte Front- und Heckstoßstange vom Vorgänger unterscheidet. Am Heck wurden die runden Auspuffendrohre durch trapezförmige Blenden in der Stoßstange ersetzt. Bei den Ausstattungslinien sport und design wurde die Optik der Lüftungsblenden der Frontstoßstange geändert und im Heckbereich die Chromzierleiste vergrößert. Ebenfalls neu ist die Einführung der geänderten Motorisierungsbezeichnung, bei der die bisherige Hubraumangabe entfällt und durch eine Zahl ersetzt wird. Die Ausstattung blieb unverändert, neu sind lediglich der aus anderen Modellen bekannte optionale Audi connect Schlüssel, welcher das Öffnen und Schließen des Fahrzeugs mit Hilfe eines NFC-fähigen Android-Smartphones ermöglicht und die Audi Matrix LED Scheinwerfer. Alle Motoren erfüllen mit der Modellpflege die Abgasnorm Euro 6d-TEMP und sind nach dem neuen WLTP-Fahrzyklus zertifiziert, welcher seit 1. September 2018 für neue Fahrzeugmodelle verpflichtend ist. Hierbei wurde Anfang Juli 2018 bekannt, dass die Werksferien der A4- und A5-Produktion aufgrund von Problemen bei der WLTP-Zulassung um zwei Wochen verlängert werden mussten. Der bisherige TFSI-Ottomotor mit 1,4 Liter Hubraum wurde durch einen 2-l-TFSI-Motor ersetzt. Die Ottomotoren verfügen zusätzlich über einen Partikelfilter.
Die Auslieferung der ersten Fahrzeuge begann Ende Oktober 2018. Zum Marktstart sind je zwei 2-l-Benzin- und Dieselmotoren erhältlich. Das Vorgängermodell wird derzeit noch mit dem 2.0 TFSI (140 kW/190 PS), 2.0 TDI (90 kW/122 PS) und 3.0 TDI quattro (160 kW/218 PS) weiter produziert.

## Modellpflege
Im Mai 2019 wurde die eigentliche Modellpflege der B9-Baureihe vorgestellt, bei der neben den Front- und Heckstoßstangen auch das Design der Scheinwerfer und Rückleuchten geändert wurde. Ebenso wurde die Seitenlinie neu gezeichnet und im Übergang von der Motorhaube zum Kühlergrill befindet sich ein angedeuteter offener Spalt, welcher an den Audi Sport quattro aus den 1980er Jahren erinnern soll. Mit der Modellpflege sind nun LED-Scheinwerfer und -Rückleuchten serienmäßig, optional können diese mit dem „dynamischen Blinklicht“ ergänzt oder durch die Matrix-LED-Funktion aufgewertet werden.
Die Motorenpalette umfasst drei 2-Liter-Vierzylinder-Ottomotoren (TFSI) mit 110 kW (150 PS), 140 kW (190 PS) und 180 kW (245 PS). Bei den Dieselmotoren werden vier 2-Liter-TDI-Vierzylinder angeboten, deren Leistung von 100 bis 140 kW (136 bis 190 PS) reicht. Zusätzlich wird ein V6-TDI mit 3 Liter Hubraum, 170 kW (231 PS) und Allradantrieb angeboten. Alle Motoren verfügen über Turbolader, Direkteinspritzung und Rußpartikel- bzw. Ottopartikelfilter. Die Dieselmotoren verfügen zudem über einen SCR-Katalysator. Beim g-tron verringert sich das Benzintankvolumen von 25 Litern auf 7 Liter.
Als Topmodell der S-Baureihe im B9 wurde im Mai 2019 für den europäischen Markt der S4 TDI mit V6-Dieselmotor vorgestellt. Der 3-Liter-Motor leistet 255 kW (347 PS), bietet 700 Nm Drehmoment und verfügt über ein 48-V-Bordnetz mit welchem unter anderem ein Verdichter elektrisch angetrieben wird. Für andere Märkte wird weiterhin der aus dem Vorjahr bekannte 3-Liter-V6-TFSI-Ottomotor mit 260 kW (354 PS) angeboten.
Alle Motoren, mit Ausnahme des S4 TDI, verfügen über ein 12-Volt-Mildhybrid-System mit einem riemengetriebenen Startergenerator und Lithium-Ionen-Batterie. Das System wird unter anderem im Segelbetrieb bei Automatikgetrieben und für die Start-/Stopp-Automatik verwendet.
Im Innenraum wurde der auf dem Armaturenbrett montierte TFT-Bildschirm durch einen serienmäßigen 10,1 Zoll großen Touchscreen mit einer Auflösung 1520 × 720 Pixel ersetzt. Durch die Bedienung über die Touch-Funktion des neuen Bildschirms entfällt der bisherige Dreh-/Drücksteller in der Mittelkonsole. Die Auflösung des 12,3 Zoll großen Kombiinstruments Audi virtual cockpit wurde auf 1920 × 720 Pixel erhöht und das Infotainmentsystem basiert auf der dritten Generation des „modularen Infotainmentbaukastens“ MIB3. Das MIB3 ermöglicht über das aufpreispflichtige Paket Audi connect die Nutzung von bis zu sechs unterschiedlichen Fahrerprofilen und kann über Online-Dienste Verkehrszeichen-, Gefahren-, Ampel- oder Parkinformationen bereitstellen. Mit der Modellpflege können zudem Infotainment-Ausstattungen über ein Abomodell getestet und gemietet, oder komplett freigeschaltet werden. Zu diesen von Audi genannten „functions on demand“ zählen aktuell Funktionen des serienmäßigen MMI Radio plus, DAB+ und das Audi smartphone interface.

## Bauzeit
- A4 Limousine und Kombi: August 2015 bis Juli 2024[23]
- S4 Limousine und Kombi: November 2016 bis Juni 2018, Mai 2019 bis Februar 2023
- RS4 Kombi: Dezember 2017 bis Juni 2018, Februar 2019 bis Juli 2024

## Technische Daten

### Bis Modelljahr 2018

#### Ottomotoren
|                                            | 1.4 TFSI                  | 2.0 TFSI ultra            | 2.0 TFSI g-tron (1)                    | 2.0 TFSI                  | 3.0 TFSI (S4)             | 2.9 TFSI (RS4) (1)        |
| ------------------------------------------ | ------------------------- | ------------------------- | -------------------------------------- | ------------------------- | ------------------------- | ------------------------- |
| Bauzeitraum                                | 08/2015–06/2018           | 08/2015–06/2018           | 08/2017–03/2018                        | 08/2015–06/2018           | 08/2015–06/2018           | 01/2018–06/2018           |
| Motorkennbuchstabe                         | CVNA                      | CVKB / DEMA (MHEV) (2)    | CVLA                                   | CYRB / DDWA (MHEV) (2)    | CWGD                      | DECA                      |
| Motorbaureihe                              | VW EA211                  | VW EA888                  | VW EA888                               | VW EA888                  | VW EA839                  | VW EA839                  |
| Motortyp                                   | Reihenbauart              | Reihenbauart              | Reihenbauart                           | Reihenbauart              | V-Bauart                  | V-Bauart                  |
| Nockenwellenantrieb                        | Zahnriemen                | Steuerkette               | Steuerkette                            | Steuerkette               | Steuerkette               | Steuerkette               |
| Gemischaufbereitung                        | Direkteinspritzung        | Direkteinspritzung        | Direkteinspritzung                     | Direkteinspritzung        | Direkteinspritzung        | Direkteinspritzung        |
| Motoraufladung                             | Turbolader                | Turbolader                | Turbolader                             | Turbolader                | Turbolader                | Bi-Turbolader             |
| Zylinder/Ventile                           | 4/16                      | 4/16                      | 4/16                                   | 4/16                      | 6/24                      | 6/24                      |
| Hubraum                                    | 1395 cm³                  | 1984 cm³                  | 1984 cm³                               | 1984 cm³                  | 2995 cm³                  | 2894 cm³                  |
| max. Leistung bei min−1                    | 110 kW (150 PS)/5000–6000 | 140 kW (190 PS)/4200–6200 | 125 kW (170 PS)/4450–6000              | 185 kW (252 PS)/5000–6000 | 260 kW (354 PS)/5400–6400 | 331 kW (450 PS)/5700–6700 |
| max. Drehmoment bei min−1                  | 250 Nm/1500–3500          | 320 Nm/1450–4200          | 270 Nm/1650–4400                       | 370 Nm/1600–4500          | 500 Nm/1370–4500          | 600 Nm/1900–5000          |
| Antriebsart, Serie                         | Vorderradantrieb          | Vorderradantrieb          | Vorderradantrieb                       | Vorderradantrieb          | Allradantrieb             | Allradantrieb             |
| Antriebsart, Option                        | —                         | —                         | —                                      | Allradantrieb (3)         | —                         | —                         |
| Getriebeart, Serie                         | 6-Gang-Schaltgetriebe     | 6-Gang-Schaltgetriebe     | 6-Gang-Schaltgetriebe                  | 6-Gang-Schaltgetriebe     | 8-Gang-tiptronic          | 8-Gang-tiptronic          |
| Getriebeart, Option                        | 7-Gang-S tronic (DL382)   | 7-Gang-S tronic (DL382)   | 7-Gang-S tronic (DL382)                | 7-Gang-S tronic (DL382)   | —                         | —                         |
| Leergewicht                                | 1395–1490 kg              | 1455–1535 kg              | 1635–1670 kg                           | 1505–1615 kg              | 1705–1750 kg              | 1790 kg                   |
| Beschleunigung, 0–100 km/h                 | 8,5–9,0 s                 | 7,2–7,5 s                 | 8,4–8,5 s                              | 5,8–6,3 s                 | 4,7–4,9 s                 | 4,1 s                     |
| Höchstgeschwindigkeit                      | 210 km/h                  | 236–240 km/h              | 221–223 km/h                           | 250 km/h (4)              | 250 km/h (4)              | 250 km/h (4) 280 km/h (5) |
| Kraftstoffverbrauch auf 100 km, kombiniert | 5,2–5,4 l Super           | 5,1–5,6 l Super           | 5,5–6,5 l Super 3,8–4,4 kg Erdgas      | 5,7–6,1 l Super           | 7,3–7,6 l Super           | 8,8 l Super               |
| CO2-Emission                               | 119–128 g/km              | 116–129 g/km              | 126–147 g/km Super 102–117 g/km Erdgas | 129–139 g/km              | 166–175 g/km              | 199–200 g/km              |
| Abgasnorm                                  | Euro 6                    | Euro 6                    | Euro 6                                 | Euro 6                    | Euro 6                    | Euro 6                    |

#### Dieselmotoren
|                                            | 2.0 TDI                   | 2.0 TDI                   | 2.0 TDI                   | 3.0 TDI                                  | 3.0 TDI                                  |
| ------------------------------------------ | ------------------------- | ------------------------- | ------------------------- | ---------------------------------------- | ---------------------------------------- |
| Bauzeitraum                                | 05/2016–08/2018           | 08/2015–08/2018           | 08/2015–08/2018           | 10/2015–02/2019                          | 08/2015–08/2018                          |
| Motorkennbuchstabe                         | DEUC                      | DEUA                      | DETA                      | CSWB                                     | CRTC                                     |
| Motorbaureihe                              | VW EA288                  | VW EA288                  | VW EA288                  | VW EA897 evo                             | VW EA897 evo                             |
| Motortyp                                   | Reihenbauart              | Reihenbauart              | Reihenbauart              | V-Bauart                                 | V-Bauart                                 |
| Nockenwellenantrieb                        | Zahnriemen                | Zahnriemen                | Zahnriemen                | Steuerkette                              | Steuerkette                              |
| Gemischaufbereitung                        | Common-Rail-Einspritzung  | Common-Rail-Einspritzung  | Common-Rail-Einspritzung  | Common-Rail-Einspritzung                 | Common-Rail-Einspritzung                 |
| Motoraufladung                             | Turbolader                | Turbolader                | Turbolader                | Turbolader                               | Turbolader                               |
| Zylinder/Ventile                           | 4/16                      | 4/16                      | 4/16                      | 6/24                                     | 6/24                                     |
| Hubraum                                    | 1968 cm³                  | 1968 cm³                  | 1968 cm³                  | 2967 cm³                                 | 2967 cm³                                 |
| max. Leistung bei min−1                    | 090 kW (122 PS)/3500–4000 | 110 kW (150 PS)/3250–4200 | 140 kW (190 PS)/3800–4200 | 160 kW (218 PS)/4000–5000                | 200 kW (272 PS)/3250–4250                |
| max. Drehmoment bei min−1                  | 270 Nm/1500–3000          | 320 Nm/1500–3250          | 400 Nm/1750–3000          | 400 Nm/1250–3750                         | 600 Nm/1500–3000                         |
| Antriebsart, Serie                         | Vorderradantrieb          | Vorderradantrieb          | Vorderradantrieb          | Vorderradantrieb                         | Allradantrieb                            |
| Antriebsart, Option                        | —                         | Allradantrieb (1)         | Allradantrieb (1)         | Allradantrieb (1)                        | —                                        |
| Getriebeart, Serie                         | 6-Gang-Schaltgetriebe     | 6-Gang-Schaltgetriebe     | 6-Gang-Schaltgetriebe     | 7-Gang-S tronic                          | 8-Gang-tiptronic                         |
| Getriebeart, Option                        | 7-Gang-S tronic           | 7-Gang-S tronic           | 7-Gang-S tronic           | —                                        | —                                        |
| Leergewicht                                | 1505–1540 kg              | 1505–1600 kg              | 1505–1690 kg              | 1615–1735 kg                             | 1735–1770 kg                             |
| Beschleunigung, 0–100 km/h                 | 10,2–10,5 s               | 8,5–9,2 s                 | 7,2–7,9 s                 | 6,3–6,7 s                                | 5,3–5,4 s                                |
| Höchstgeschwindigkeit                      | 204–205 km/h              | 210–221 km/h              | 210–240 km/h              | 245–250 km/h                             | 250 km/h (2)                             |
| Kraftstoffverbrauch auf 100 km, kombiniert | 4,0–4,3 l Diesel          | 3,7–4,1 l Diesel          | 3,8–4,5 l Diesel          | 4,2–4,8 l Diesel                         | 4,9–5,1 l Diesel                         |
| CO2-Emission                               | 103–112 g/km              | 95–106 g/km               | 99–116 g/km               | 119–127 g/km                             | 129–134 g/km                             |
| Abgasnachbehandlung, PM                    | Dieselrußpartikelfilter   | Dieselrußpartikelfilter   | Dieselrußpartikelfilter   | Dieselrußpartikelfilter                  | Dieselrußpartikelfilter                  |
| Abgasnachbehandlung, NOX                   | SCR-Katalysator           | SCR-Katalysator           | SCR-Katalysator           | SCR-Katalysator, NOx-Speicherkatalysator | SCR-Katalysator, NOx-Speicherkatalysator |
| Abgasnorm                                  | Euro 6                    | Euro 6                    | Euro 6                    | Euro 6                                   | Euro 6                                   |

### Modelljahr 2019

#### Ottomotoren
|                                            | 35 TFSI                   | 40 TFSI                   | 40 g-tron (1)             | 45 TFSI                   | RS4 (1)                   |
| ------------------------------------------ | ------------------------- | ------------------------- | ------------------------- | ------------------------- | ------------------------- |
| Bauzeitraum                                | 10/2018–05/2019           | 10/2018–05/2019           | 03/2019–05/2019           | 01/2019–05/2019           | 02/2019–05/2019           |
| Motorkennbuchstabe                         | DLVB                      | DLVA                      | DRXA                      | DKNA                      | DECA                      |
| Motorbaureihe                              | VW EA888                  | VW EA888                  | VW EA888                  | VW EA888                  | VW EA839                  |
| Motortyp                                   | Reihenbauart              | Reihenbauart              | Reihenbauart              | Reihenbauart              | V-Bauart                  |
| Nockenwellenantrieb                        | Steuerkette               | Steuerkette               | Steuerkette               | Steuerkette               | Steuerkette               |
| Gemischaufbereitung                        | Direkteinspritzung        | Direkteinspritzung        | Direkteinspritzung        | Direkteinspritzung        | Direkteinspritzung        |
| Motoraufladung                             | Turbolader                | Turbolader                | Turbolader                | Turbolader                | Bi-Turbolader             |
| Zylinder/Ventile                           | 4/16                      | 4/16                      | 4/16                      | 4/16                      | 6/24                      |
| Hubraum                                    | 1984 cm³                  | 1984 cm³                  | 1984 cm³                  | 1984 cm³                  | 2894 cm³                  |
| max. Leistung bei min−1                    | 110 kW (150 PS)/3900–6000 | 140 kW (190 PS)/4200–6000 | 125 kW (170 PS)/4450–6000 | 180 kW (245 PS)/5000–6500 | 331 kW (450 PS)/5700–6700 |
| max. Drehmoment bei min−1                  | 270 Nm/1350–3900          | 320 Nm/1450–4200          | 270 Nm/1650–4400          | 370 Nm/1600–4300          | 600 Nm/1900–5000          |
| Antriebsart, Serie                         | Vorderradantrieb          | Vorderradantrieb          | Vorderradantrieb          | Vorderradantrieb          | Allradantrieb             |
| Antriebsart, Option                        | —                         | —                         | —                         | Allradantrieb             | —                         |
| Getriebeart, Serie                         | 6-Gang-Schaltgetriebe     | 6-Gang-Schaltgetriebe     | 7-Gang-S tronic           | 7-Gang-S tronic           | 8-Gang-tiptronic          |
| Getriebeart, Option                        | 7-Gang-S tronic           | 7-Gang-S tronic           | —                         | —                         | —                         |
| Leergewicht                                | 1485–1570 kg              | 1495–1580 kg              | 1665 kg                   | 1545–1660 kg              | 1830 kg                   |
| Beschleunigung, 0–100 km/h                 | 8,6–9,2 s                 | 7,2–7,5 s                 | 8,4 s                     | 5,8–6,5 s                 | 4,1 s                     |
| Höchstgeschwindigkeit                      | 219–225 km/h              | 236–241 km/h              | 221 km/h                  | 250 km/h                  | 250 km/h 280 km/h (2)     |
| Kraftstoffverbrauch auf 100 km, kombiniert | 5,5–6,1 l Super           | 5,5–6,1 l Super           | 4,5–5,0 kg Erdgas         | 6,3–6,8 l Super           | 9,2 l Super               |
| CO2-Emission                               | 126–139 g/km              | 127–138 g/km              | 123–138 g/km              | 144–155 g/km              | 208 g/km                  |
| Abgasnachbehandlung, PM                    | Ottopartikelfilter        | Ottopartikelfilter        | —                         | Ottopartikelfilter        | Ottopartikelfilter        |
| Abgasnorm                                  | Euro 6d-TEMP-EVAP-ISC     | Euro 6d-TEMP-EVAP-ISC     | Euro 6d-TEMP-EVAP         | Euro 6d-TEMP-EVAP-ISC     | Euro 6d-TEMP              |

#### Dieselmotoren
|                                                      | 30 TDI                   | 35 TDI                    | 40 TDI                    | 45 TDI                    | 50 TDI                    |
| ---------------------------------------------------- | ------------------------ | ------------------------- | ------------------------- | ------------------------- | ------------------------- |
| Bauzeitraum                                          | 12/2018–05/2019          | 10/2018–05/2019           | 10/2018–05/2019           | 02/2019–05/2019           | 02/2019–05/2019           |
| Motorkennbuchstabe                                   | DEUC                     | DEUA                      | DETA                      | DCPE                      | DCPC                      |
| Motorbaureihe                                        | VW EA288 evo             | VW EA288 evo              | VW EA288 evo              | VW EA897 evo2             | VW EA897 evo2             |
| Motortyp                                             | Reihenbauart             | Reihenbauart              | Reihenbauart              | V-Bauart                  | V-Bauart                  |
| Nockenwellenantrieb                                  | Zahnriemen               | Zahnriemen                | Zahnriemen                | Steuerkette               | Steuerkette               |
| Gemischaufbereitung                                  | Common-Rail-Einspritzung | Common-Rail-Einspritzung  | Common-Rail-Einspritzung  | Common-Rail-Einspritzung  | Common-Rail-Einspritzung  |
| Motoraufladung                                       | Turbolader               | Turbolader                | Turbolader                | Turbolader                | Turbolader                |
| Zylinder/Ventile                                     | 4/16                     | 4/16                      | 4/16                      | 6/24                      | 6/24                      |
| Hubraum                                              | 1968 cm³                 | 1968 cm³                  | 1968 cm³                  | 2967 cm³                  | 2967 cm³                  |
| max. Leistung bei min−1                              | 90 kW (122 PS)/3500–4000 | 110 kW (150 PS)/3250–4200 | 140 kW (190 PS)/3800–4200 | 170 kW (231 PS)/3250–4750 | 210 kW (286 PS)/3500–4000 |
| max. Drehmoment bei min−1                            | 270 Nm/1500–3000         | 320 Nm/1500–3250          | 400 Nm/1750–3000          | 500 Nm/1750–3250          | 620 Nm/2250–3000          |
| Antriebsart, Serie                                   | Vorderradantrieb         | Vorderradantrieb          | Vorderradantrieb          | Allradantrieb             | Allradantrieb             |
| Antriebsart, Option                                  | —                        | —                         | Allradantrieb             | —                         | —                         |
| Getriebeart, Serie                                   | 6-Gang-Schaltgetriebe    | 7-Gang-S tronic           | 7-Gang-S tronic           | 8-Gang-tiptronic          | 8-Gang-tiptronic          |
| Getriebeart, Option                                  | —                        | —                         | —                         | —                         | —                         |
| Leergewicht                                          | 1540–1595 kg             | 1540–1595 kg              | 1555–1690 kg              | 1765–1805 kg              | 1765–1805 kg              |
| Beschleunigung, 0–100 km/h                           | 10,6–11,0 s              | 8,9–9,2 s                 | 7,4–7,9 s                 | 6,0–6,1 s                 | 5,2–5,3 s                 |
| Höchstgeschwindigkeit                                | 198–204 km/h             | 213–219 km/h              | 231–241 km/h              | 249–250 km/h              | 250 km/h                  |
| Kraftstoffverbrauch nach WLTP auf 100 km, kombiniert | 4,2–4,4 l Diesel         | 4,3–4,6 l Diesel          | 4,3–5,3 l Diesel          | 5,2–5,5 l Diesel          | 5,7–6,0 l Diesel          |
| CO2-Emission nach WLTP, kombiniert                   | 110–114 g/km             | 113–121 g/km              | 114–140 g/km              | 138–145 g/km              | 150–157 g/km              |
| Abgasnachbehandlung, PM                              | Dieselrußpartikelfilter  | Dieselrußpartikelfilter   | Dieselrußpartikelfilter   | Dieselrußpartikelfilter   | Dieselrußpartikelfilter   |
| Abgasnachbehandlung, NOX                             | SCR-Katalysator          | SCR-Katalysator           | SCR-Katalysator           | SCR-Katalysator           | SCR-Katalysator           |
| Abgasnorm                                            | Euro 6d-TEMP-EVAP-ISC    | Euro 6d-TEMP-EVAP-ISC     | Euro 6d-TEMP-EVAP-ISC     | Euro 6d-TEMP-EVAP-ISC     | Euro 6d-TEMP              |

### Ab Modelljahr 2020 (Modellpflege)

#### Ottomotoren
|                                                      | 35 TFSI                   | 35 TFSI                   | 35 TFSI                   | 40 g-tron (1)             | 40 TFSI                   | 40 TFSI                   | 40 TFSI                   | 45 TFSI                   | 45 TFSI                   | 45 TFSI                   | RS4 (1)                   | RS4 (1)                            | RS4 (1)                            | RS4 Edition 25 Years (1)  |
| ---------------------------------------------------- | ------------------------- | ------------------------- | ------------------------- | ------------------------- | ------------------------- | ------------------------- | ------------------------- | ------------------------- | ------------------------- | ------------------------- | ------------------------- | ---------------------------------- | ---------------------------------- | ------------------------- |
| Bauzeitraum                                          | 05/2019–08/2020           | 07/2020–11/2023           | 11/2023–07/2024           | 01/2020–02/2023           | 05/2019–05/2020           | 06/2020–11/2023           | 11/2023–07/2024           | 05/2019–05/2020           | 06/2020–11/2023           | 11/2023–07/2024           | 12/2019–12/2020           | 01/2021–11/2023                    | 11/2023–07/2024                    | 06/2024–07/2024           |
| Motorkennbuchstabe                                   |                           |                           |                           |                           |                           | DMSA                      |                           | DNPA, DRYA                | DNP, DRY                  |                           |                           |                                    |                                    |                           |
| Motorbaureihe                                        | VW EA888                  | VW EA888                  | VW EA888                  | VW EA888                  | VW EA888                  | VW EA888                  | VW EA888                  | VW EA888                  | VW EA888                  | VW EA888                  | VW EA839                  | VW EA839                           | VW EA839                           | VW EA839                  |
| Motortyp                                             | Reihenbauart              | Reihenbauart              | Reihenbauart              | Reihenbauart              | Reihenbauart              | Reihenbauart              | Reihenbauart              | Reihenbauart              | Reihenbauart              | Reihenbauart              | V-Bauart                  | V-Bauart                           | V-Bauart                           | V-Bauart                  |
| Nockenwellenantrieb                                  | Steuerkette               | Steuerkette               | Steuerkette               | Steuerkette               | Steuerkette               | Steuerkette               | Steuerkette               | Steuerkette               | Steuerkette               | Steuerkette               | Steuerkette               | Steuerkette                        | Steuerkette                        | Steuerkette               |
| Gemischaufbereitung                                  | Direkteinspritzung        | Direkteinspritzung        | Direkteinspritzung        | Direkteinspritzung        | Direkteinspritzung        | Direkteinspritzung        | Direkteinspritzung        | Direkteinspritzung        | Direkteinspritzung        | Direkteinspritzung        | Direkteinspritzung        | Direkteinspritzung                 | Direkteinspritzung                 | Direkteinspritzung        |
| Motoraufladung                                       | Turbolader                | Turbolader                | Turbolader                | Turbolader                | Turbolader                | Turbolader                | Turbolader                | Turbolader                | Turbolader                | Turbolader                | Bi-Turbolader             | Bi-Turbolader                      | Bi-Turbolader                      | Bi-Turbolader             |
| Zylinder/Ventile                                     | 4/16                      | 4/16                      | 4/16                      | 4/16                      | 4/16                      | 4/16                      | 4/16                      | 4/16                      | 4/16                      | 4/16                      | 6/24                      | 6/24                               | 6/24                               | 6/24                      |
| Hubraum                                              | 1984 cm³                  | 1984 cm³                  | 1984 cm³                  | 1984 cm³                  | 1984 cm³                  | 1984 cm³                  | 1984 cm³                  | 1984 cm³                  | 1984 cm³                  | 1984 cm³                  | 2894 cm³                  | 2894 cm³                           | 2894 cm³                           | 2894 cm³                  |
| max. Leistung bei min−1                              | 110 kW (150 PS)/3900–6000 | 110 kW (150 PS)/3900–6000 | 110 kW (150 PS)/4000–6000 | 125 kW (170 PS)/4450–6000 | 140 kW (190 PS)/4200–6000 | 150 kW (204 PS)/4475–6000 | 150 kW (204 PS)/4475–6000 | 180 kW (245 PS)/5000–6500 | 195 kW (265 PS)/5250–6500 | 195 kW (265 PS)/5250–6500 | 331 kW (450 PS)/5700–6700 | 331 kW (450 PS)/5700–6700          | 331 kW (450 PS)/5700–6700          | 346 kW (470 PS)/5900–6500 |
| max. Drehmoment bei min−1                            | 270 Nm/1350–3900          | 270 Nm/1300–3850          | 270 Nm/1300–3850          | 270 Nm/1650–4400          | 320 Nm/1450–4200          | 320 Nm/1450–4475          | 320 Nm/1450–4475          | 370 Nm/1600–4300          | 370 Nm/1600–4500          | 370 Nm/1600–4500          | 600 Nm/1900–5000          | 600 Nm/2000–5000                   | 600 Nm/2000–5000                   | 600 Nm/2000–5000          |
| Antriebsart, Serie                                   | Vorderradantrieb          | Vorderradantrieb          | Vorderradantrieb          | Vorderradantrieb          | Vorderradantrieb          | Vorderradantrieb          | Vorderradantrieb          | Allradantrieb (4)         | Allradantrieb (4)         | Allradantrieb (4)         | Allradantrieb (4)         | Allradantrieb (4)                  | Allradantrieb (4)                  | Allradantrieb (4)         |
| Antriebsart, Option                                  | —                         | —                         | —                         | —                         | —                         | Allradantrieb (4)         | Allradantrieb (4)         | —                         | —                         | —                         | —                         | —                                  | —                                  | —                         |
| Getriebeart, Serie                                   | 6-Gang-Schaltgetriebe     | 6-Gang-Schaltgetriebe     | 7-Gang-S tronic           | 7-Gang-S tronic           | 7-Gang-S tronic           | 7-Gang-S tronic           | 7-Gang-S tronic           | 7-Gang-S tronic           | 7-Gang-S tronic           | 7-Gang-S tronic           | 8-Gang-tiptronic          | 8-Gang-tiptronic                   | 8-Gang-tiptronic                   | 8-Gang-tiptronic          |
| Getriebeart, Option                                  | 7-Gang-S tronic           | 7-Gang-S tronic           | —                         | —                         | —                         | —                         | —                         | —                         | —                         | —                         | —                         | —                                  | —                                  | —                         |
| Leergewicht                                          | 1490–1575 kg              | 1545–1595 kg              |                           | 1665 kg                   | 1495–1580 kg              | 1560–1675 kg              |                           | 1620–1665 kg              | 1645–1705 kg              |                           | 1820 kg                   | 1820 kg                            | 1820 kg                            | 1820 kg                   |
| Beschleunigung, 0–100 km/h                           | 8,6–9,2 s                 | 8,9–9,2 s                 | 8,9–9,2 s                 | 8,4 s                     | 7,2–7,5 s                 | 6,7–7,3 s                 | 6,7–7,3 s                 | 5,8–6,0 s                 | 5,5–5,8 s                 | 5,5–5,7 s                 | 4,1 s                     | 4,1 s 3,9 s (3)                    | 4,1 s 3,9 s (3)                    | 3,7 s                     |
| Höchstgeschwindigkeit                                | 210–224 km/h              | 210 km/h                  | 210 km/h                  | 221 km/h                  | 236–241 km/h              | 210 km/h                  | 210 km/h                  | 250 km/h                  | 250 km/h                  | 250 km/h                  | 250 km/h 280 km/h (2)     | 250 km/h 280 km/h (2) 290 km/h (3) | 250 km/h 280 km/h (2) 290 km/h (3) | 300 km/h                  |
| Kraftstoffverbrauch nach WLTP auf 100 km, kombiniert | 5,5–6,5 l Super           | 6,1–7,2 l Super           | 6,2–7,5 l Super           | 3,9–4,1 kg Erdgas         | 5,8–6,1 l Super           | 6,2–7,4 l Super           | 6,1–7,6 l Super           | 6,5–6,9 l Super           | 7,4–8,5 l Super           | 6,8–8,1 l Super           | 9,2 l Super               | 9,7–10,2 l Super                   | 9,6–10,1 l Super                   | 9,9 l Super               |
| CO2-Emission nach WLTP, kombiniert                   | 125–143 g/km              | 138–164 g/km              | 140–171 g/km              | 122–139 g/km              | 132–138 g/km              | 140–167 g/km              | 138–172 g/km              | 146–157 g/km              | 169–194 g/km              | 154–183 g/km              | 210 g/km                  | 221–230 g/km                       | 217–229 g/km                       | 224–225 g/km              |
| Abgasnachbehandlung, PM                              | Ottopartikelfilter        | Ottopartikelfilter        | Ottopartikelfilter        | —                         | Ottopartikelfilter        | Ottopartikelfilter        | Ottopartikelfilter        | Ottopartikelfilter        | Ottopartikelfilter        | Ottopartikelfilter        | Ottopartikelfilter        | Ottopartikelfilter                 | Ottopartikelfilter                 | Ottopartikelfilter        |
| Abgasnorm                                            | Euro 6d-TEMP-EVAP-ISC     | Euro 6d-ISC-FCM           | Euro 6e                   | Euro 6d-TEMP-EVAP-ISC     | Euro 6d-TEMP-EVAP-ISC     | Euro 6d-ISC-FCM           | Euro 6e                   | Euro 6d-TEMP-EVAP-ISC     | Euro 6d-ISC-FCM           | Euro 6e                   | Euro 6d-TEMP-EVAP-ISC     | Euro 6d-ISC-FCM                    | Euro 6e                            | Euro 6e                   |

#### Dieselmotoren
|                                                      | 30 TDI                   | 30 TDI                    | 30 TDI                    | 30 TDI                    | 35 TDI                    | 35 TDI                    | 35 TDI                    | 40 TDI                    | 40 TDI                    | 40 TDI                    | 45 TDI                    | 50 TDI                    | 50 TDI                    | S4 TDI                                 | S4 TDI                                 |
| ---------------------------------------------------- | ------------------------ | ------------------------- | ------------------------- | ------------------------- | ------------------------- | ------------------------- | ------------------------- | ------------------------- | ------------------------- | ------------------------- | ------------------------- | ------------------------- | ------------------------- | -------------------------------------- | -------------------------------------- |
| Bauzeitraum                                          | 10/2019–06/2020          | 05/2019–08/2020           | 09/2020–11/2023           | 11/2023–07/2024           | 05/2019–08/2020           | 09/2020–11/2023           | 11/2023–07/2024           | 05/2019–08/2020           | 08/2020–11/2023           | 11/2023–07/2024           | 05/2019–12/2019           | 10/2019–06/2020           | 08/2020–02/2023           | 05/2019–06/2020                        | 11/2020–02/2023                        |
| Motorkennbuchstabe                                   |                          | DEZB                      |                           |                           | DEZE                      | DTNA                      |                           | DETA                      | DTPA                      | DFBA                      | DCPE                      |                           |                           | DEWB                                   | DMKC                                   |
| Motorbaureihe                                        | VW EA288evo              | VW EA288evo               | VW EA288evo               | VW EA288evo               | VW EA288evo               | VW EA288evo               | VW EA288evo               | VW EA288evo               | VW EA288evo               | VW EA288evo               | VW EA897evo2              | VW EA897evo2              | VW EA897evo3              | VW EA897evo2                           | VW EA897evo3                           |
| Motortyp                                             | Reihenbauart             | Reihenbauart              | Reihenbauart              | Reihenbauart              | Reihenbauart              | Reihenbauart              | Reihenbauart              | Reihenbauart              | Reihenbauart              | Reihenbauart              | V-Bauart                  | V-Bauart                  | V-Bauart                  | V-Bauart                               | V-Bauart                               |
| Nockenwellenantrieb                                  | Zahnriemen               | Zahnriemen                | Zahnriemen                | Zahnriemen                | Zahnriemen                | Zahnriemen                | Zahnriemen                | Zahnriemen                | Zahnriemen                | Zahnriemen                | Steuerkette               | Steuerkette               | Steuerkette               | Steuerkette                            | Steuerkette                            |
| Gemischaufbereitung                                  | Common-Rail-Einspritzung | Common-Rail-Einspritzung  | Common-Rail-Einspritzung  | Common-Rail-Einspritzung  | Common-Rail-Einspritzung  | Common-Rail-Einspritzung  | Common-Rail-Einspritzung  | Common-Rail-Einspritzung  | Common-Rail-Einspritzung  | Common-Rail-Einspritzung  | Common-Rail-Einspritzung  | Common-Rail-Einspritzung  | Common-Rail-Einspritzung  | Common-Rail-Einspritzung               | Common-Rail-Einspritzung               |
| Motoraufladung                                       | Turbolader               | Turbolader                | Turbolader                | Turbolader                | Turbolader                | Turbolader                | Turbolader                | Turbolader                | Turbolader                | Turbolader                | Turbolader                | Turbolader                | Turbolader                | Turbolader mit elektrischem Verdichter | Turbolader mit elektrischem Verdichter |
| Bordnetz                                             |                          |                           |                           |                           |                           |                           |                           |                           |                           |                           |                           |                           |                           |                                        | 48 Volt MHEV                           |
| Zylinder/Ventile                                     | 4/16                     | 4/16                      | 4/16                      | 4/16                      | 4/16                      | 4/16                      | 4/16                      | 4/16                      | 4/16                      | 4/16                      | 6/24                      | 6/24                      | 6/24                      | 6/24                                   | 6/24                                   |
| Hubraum                                              | 1968 cm³                 | 1968 cm³                  | 1968 cm³                  | 1968 cm³                  | 1968 cm³                  | 1968 cm³                  | 1968 cm³                  | 1968 cm³                  | 1968 cm³                  | 1968 cm³                  | 2967 cm³                  | 2967 cm³                  | 2967 cm³                  | 2967 cm³                               | 2967 cm³                               |
| max. Leistung bei min−1                              | 90 kW (122 PS)/3500–4000 | 100 kW (136 PS)/3000–4400 | 100 kW (136 PS)/3000–4400 | 100 kW (136 PS)/3000–4440 | 120 kW (163 PS)/3250–4200 | 120 kW (163 PS)/3250–4200 | 120 kW (163 PS)/3250–4200 | 140 kW (190 PS)/3800–4200 | 150 kW (204 PS)/3800–4200 | 150 kW (204 PS)/3800–4200 | 170 kW (231 PS)/3250–4750 | 210 kW (286 PS)/3500–4000 | 210 kW (286 PS)/3500–4000 | 255 kW (347 PS)/3850                   | 251 kW (341 PS)/3800–3950              |
| max. Drehmoment bei min−1                            | 270 Nm/1500–3000         | 320 Nm/1500–2750          | 320 Nm/1500–3000          | 320 Nm/1500–3000          | 380 Nm/1500–2750          | 370 Nm/1500–3000          | 370 Nm/1500–3000          | 400 Nm/1750–3000          | 400 Nm/1750–3500          | 400 Nm/1750–3500          | 500 Nm/1750–3250          | 620 Nm/2250–3000          | 620 Nm/1750–3000          | 700 Nm/2500–3100                       | 700 Nm/1750–3250                       |
| Antriebsart, Serie                                   | Vorderradantrieb         | Vorderradantrieb          | Vorderradantrieb          | Vorderradantrieb          | Vorderradantrieb          | Vorderradantrieb          | Vorderradantrieb          | Vorderradantrieb          | Vorderradantrieb          | Vorderradantrieb          | Allradantrieb             | Allradantrieb             | Allradantrieb             | Allradantrieb                          | Allradantrieb                          |
| Antriebsart, Option                                  | —                        | —                         | —                         | —                         | —                         | —                         | —                         | Allradantrieb             | Allradantrieb             | Allradantrieb             | —                         | —                         | —                         | —                                      | —                                      |
| Getriebeart, Serie                                   | 6-Gang-Schaltgetriebe    | 7-Gang-S tronic           | 7-Gang-S tronic           | 7-Gang-S tronic           | 7-Gang-S tronic           | 7-Gang-S tronic           | 7-Gang-S tronic           | 7-Gang-S tronic           | 7-Gang-S tronic           | 7-Gang-S tronic           | 8-Gang-tiptronic          | 8-Gang-tiptronic          | 8-Gang-tiptronic          | 8-Gang-tiptronic                       | 8-Gang-tiptronic                       |
| Getriebeart, Option                                  | —                        | —                         | —                         | —                         | —                         | —                         | —                         | —                         | —                         | —                         | —                         | —                         | —                         | —                                      | —                                      |
| Leergewicht                                          | 1505–1550 kg             | 1565–1610 kg              | 1595 kg                   |                           | 1570–1615 kg              | 1605 kg                   |                           | 1565–1690 kg              | 1625–1700 kg              |                           | 1765–1805 kg              | 1765–1805 kg              | 1825–1885 kg              | 1860–1900 kg                           | 1870–1910 kg                           |
| Beschleunigung, 0–100 km/h                           | 10,9–11,3 s              | 9,5–9,8 s                 | 9,5–9,8 s                 | 9,5–9,8 s                 | 8,2–8,5 s                 | 8,2–8,5 s                 | 8,2–8,5 s                 | 7,4–7,7 s                 | 6,9–7,6 s                 | 6,9–7,6 s                 | 6,0–6,1 s                 | 5,2–5,3 s                 | 5,2–5,4 s                 | 4,8–4,9 s                              | 4,6–4,7 s                              |
| Höchstgeschwindigkeit                                | 200–205 km/h             | 211–214 km/h              | 210 km/h                  | 210 km/h                  | 223–228 km/h              | 210 km/h                  | 210 km/h                  | 210–241 km/h              | 210 km/h                  | 210 km/h                  | 249–250 km/h              | 250 km/h                  | 250 km/h                  | 250 km/h (2)                           | 250 km/h (2)                           |
| Kraftstoffverbrauch nach WLTP auf 100 km, kombiniert | 4,1–4,4 l Diesel         | 3,9–4,3 l Diesel          | 4,7–5,6 l Diesel          | 4,6–5,6 l Diesel          | 3,8–4,2 l Diesel          | 4,8–5,6 l Diesel          | 4,6–5,7 l Diesel          | 4,2–5,3 l Diesel          | 4,5–6,0 l Diesel          | 5,0–6,2 l Diesel          | 5,3–5,6 l Diesel          | 5,6–6,1 l Diesel          | 6,4–7,4 l Diesel          | 6,2–6,3 l Diesel                       | 7,0–7,5 l Diesel                       |
| CO2-Emission nach WLTP, kombiniert                   | 107–115 g/km             | 102–113 g/km              | 124–147 g/km              | 120–148 g/km              | 100–110 g/km              | 125–148 g/km              | 120–148 g/km              | 111–140 g/km              | 136–158 g/km              | 130–163 g/km              | 139–147 g/km              | 148–160 g/km              | 168–193 g/km              | 163–166 g/km                           | 182–196 g/km                           |
| Abgasnachbehandlung, PM                              | Dieselrußpartikelfilter  | Dieselrußpartikelfilter   | Dieselrußpartikelfilter   | Dieselrußpartikelfilter   | Dieselrußpartikelfilter   | Dieselrußpartikelfilter   | Dieselrußpartikelfilter   | Dieselrußpartikelfilter   | Dieselrußpartikelfilter   | Dieselrußpartikelfilter   | Dieselrußpartikelfilter   | Dieselrußpartikelfilter   | Dieselrußpartikelfilter   | Dieselrußpartikelfilter                | Dieselrußpartikelfilter                |
| Abgasnachbehandlung, NOX                             | SCR-Katalysator          | SCR-Katalysator           | SCR-Katalysator           | SCR-Katalysator           | SCR-Katalysator           | SCR-Katalysator           | SCR-Katalysator           | SCR-Katalysator           | SCR-Katalysator           | SCR-Katalysator           | SCR-Katalysator           | SCR-Katalysator           | SCR-Katalysator           | SCR-Katalysator                        | SCR-Katalysator                        |
| Abgasnorm                                            | Euro 6d-TEMP-EVAP-ISC    | Euro 6d-TEMP-EVAP-ISC     | Euro 6d-ISC-FCM           | Euro 6e                   | Euro 6d-TEMP-EVAP-ISC     | Euro 6d-ISC-FCM           | Euro 6e                   | Euro 6d-TEMP-EVAP-ISC     | Euro 6d-ISC-FCM           | Euro 6e                   | Euro 6d-TEMP-EVAP-ISC     | Euro 6d-TEMP-EVAP-ISC     | Euro 6d-TEMP-EVAP-ISC     | Euro 6d-TEMP-EVAP-ISC                  | Euro 6d-ISC-FCM                        |